# Pierre Lacour (peintre, 1778-1859)
Pour les articles homonymes, voir Pierre Lacour et Lacour.
Ne doit pas être confondu avec son père, Pierre Lacour
Pierre Lacour, pseudonyme de Pierre Delacour, né le 16 mars 1778 à Bordeaux où il est mort le 17 avril 1859, est un peintre et graveur français.

## Biographie
Pierre Lacour est le fils du peintre Pierre Lacour père (1745-1814) et de Catherine Chauvet (ca 1756-1799). En 1785, son père l'envoie comme pensionnaire au collège de M. Guillain à Jarnac dont le directeur essaie de « corriger l'accent des élèves de Gascogne en leur donnant celui de Saintonge. » Il revient à Bordeaux à cause du manque de sécurité et son père lui fait réciter 30 vers en français avant chaque déjeuner. Le jeune Pierre est très impressionné par la lecture du Monde primitif analysé et comparé avec le monde moderne par l'érudit Antoine Court de Gébelin. En 1797, il part à Paris où il suit les cours du miniaturiste François-André Vincent et obtient le 2e grand prix de peinture deux ans plus tard, puis il revient à Bordeaux où il publie de nombreuses illustrations pour le Bulletin polymathique du Muséum d'instruction publique de Bordeaux de 1802 à 1822. Son travail est très apprécié de ses collègues qui louent particulièrement « la légèreté du burin de ce jeune artiste, qui égale l'exactitude de son crayon », et la façon dont il restitue certaines parties effacées par des pointillés.

Bulletin polymathique du Muséum d'instruction publique de Bordeaux
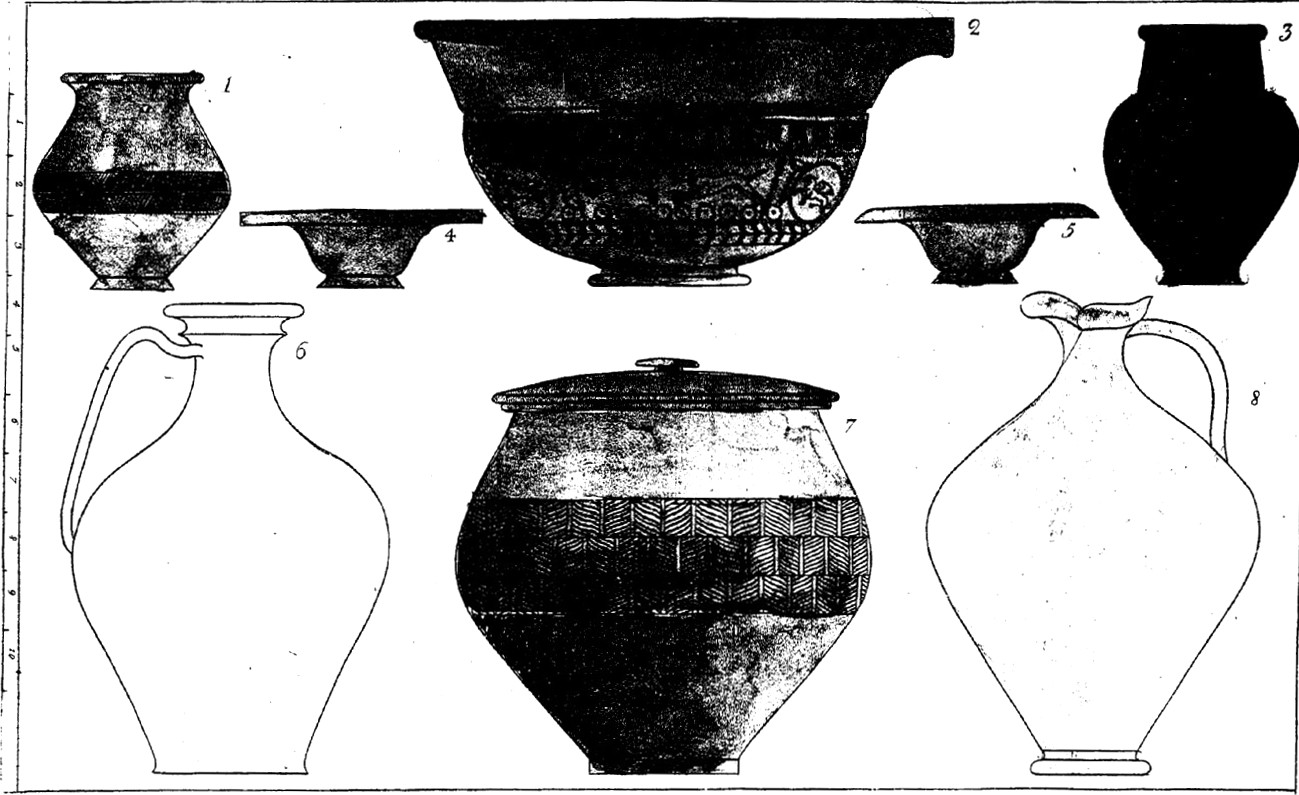
Poteries de la nécropole de Terre-Nègre (1802).
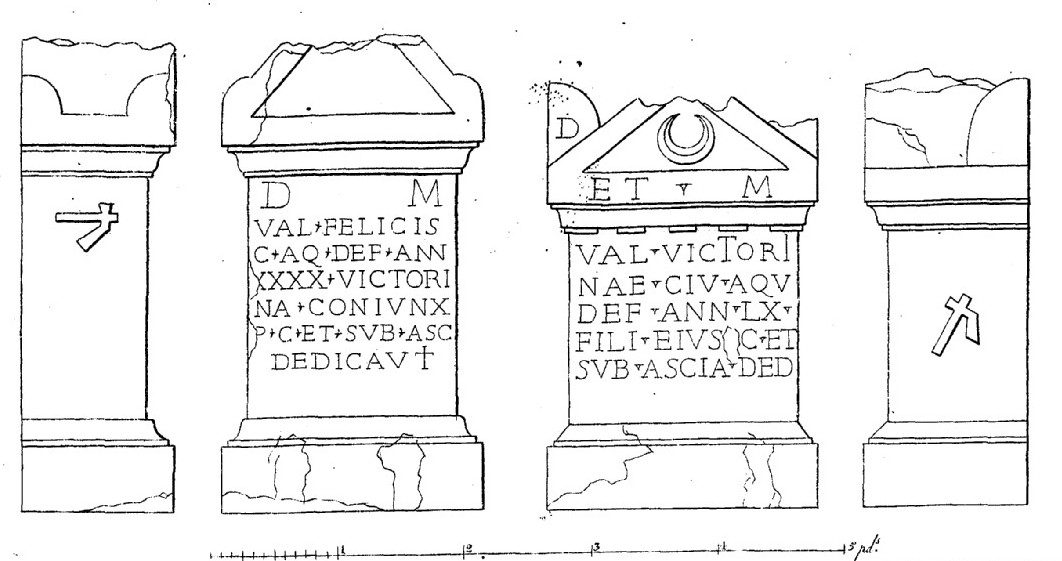
Stèle funéraire (1802).
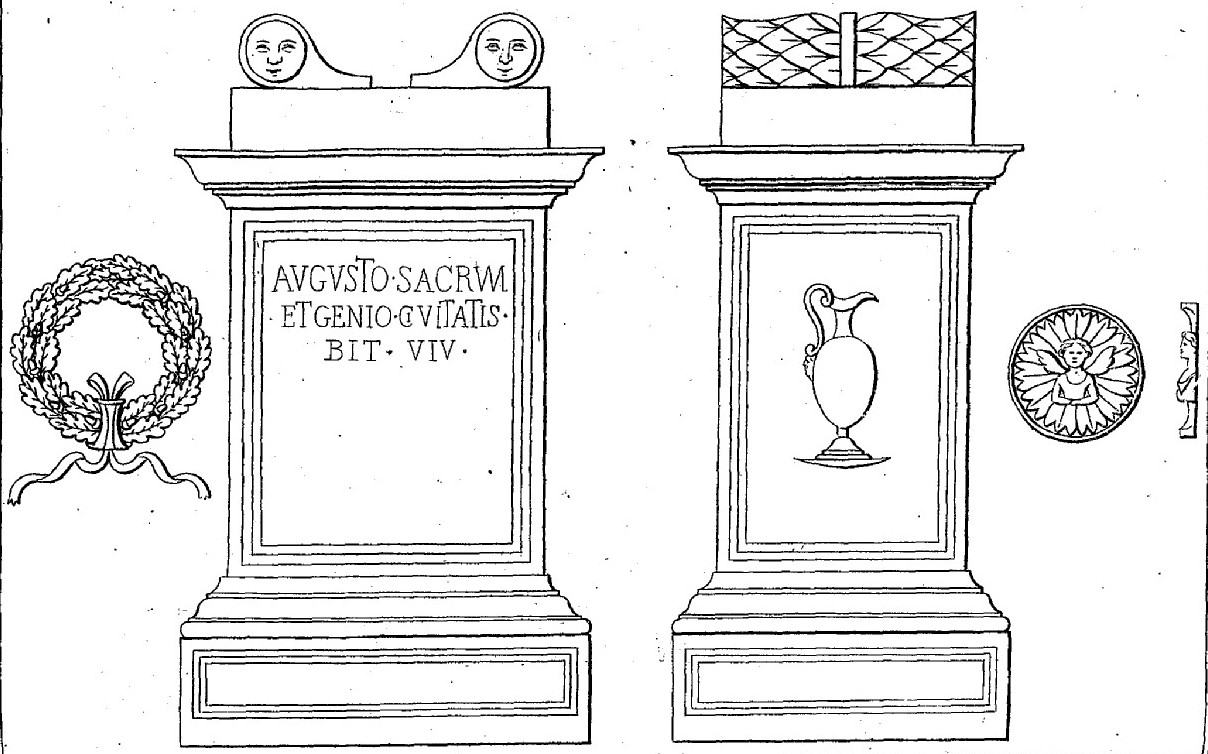
Autel votif provenant des Piliers de Tutelle (1803).
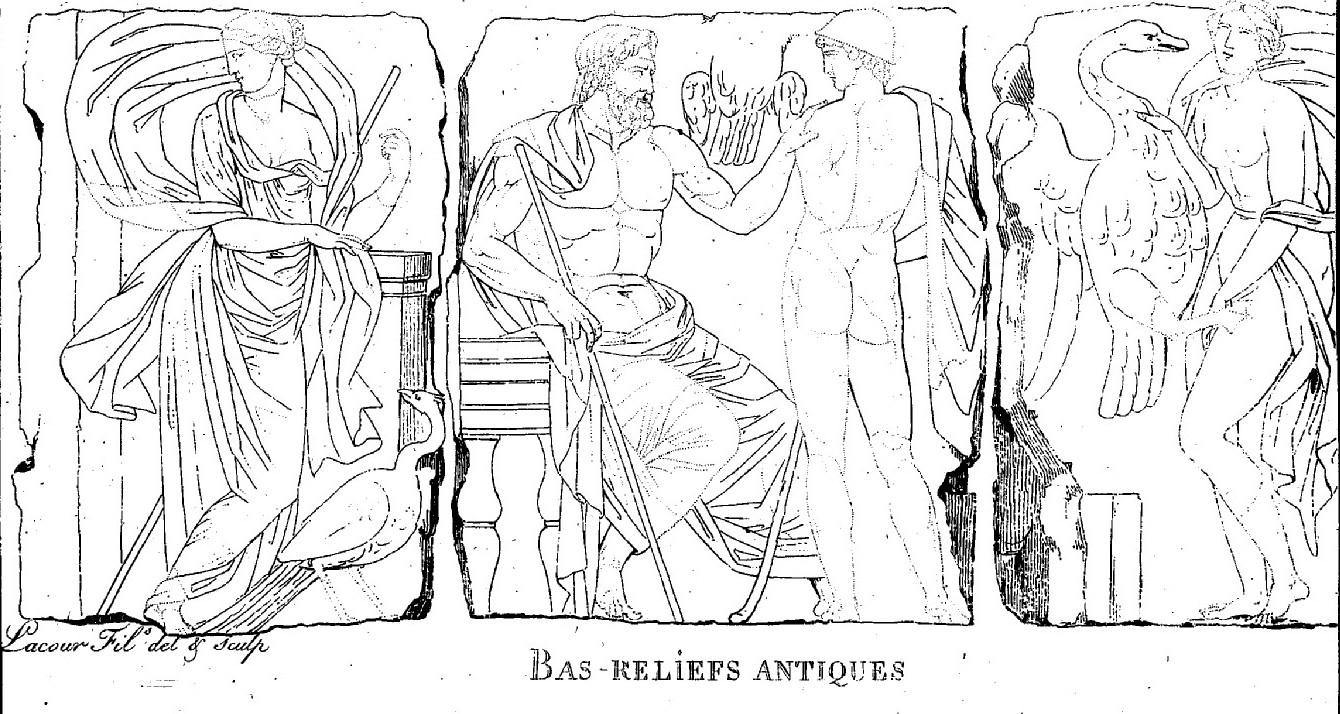
Trois bas-reliefs antiques au museum de Bordeaux (1803).
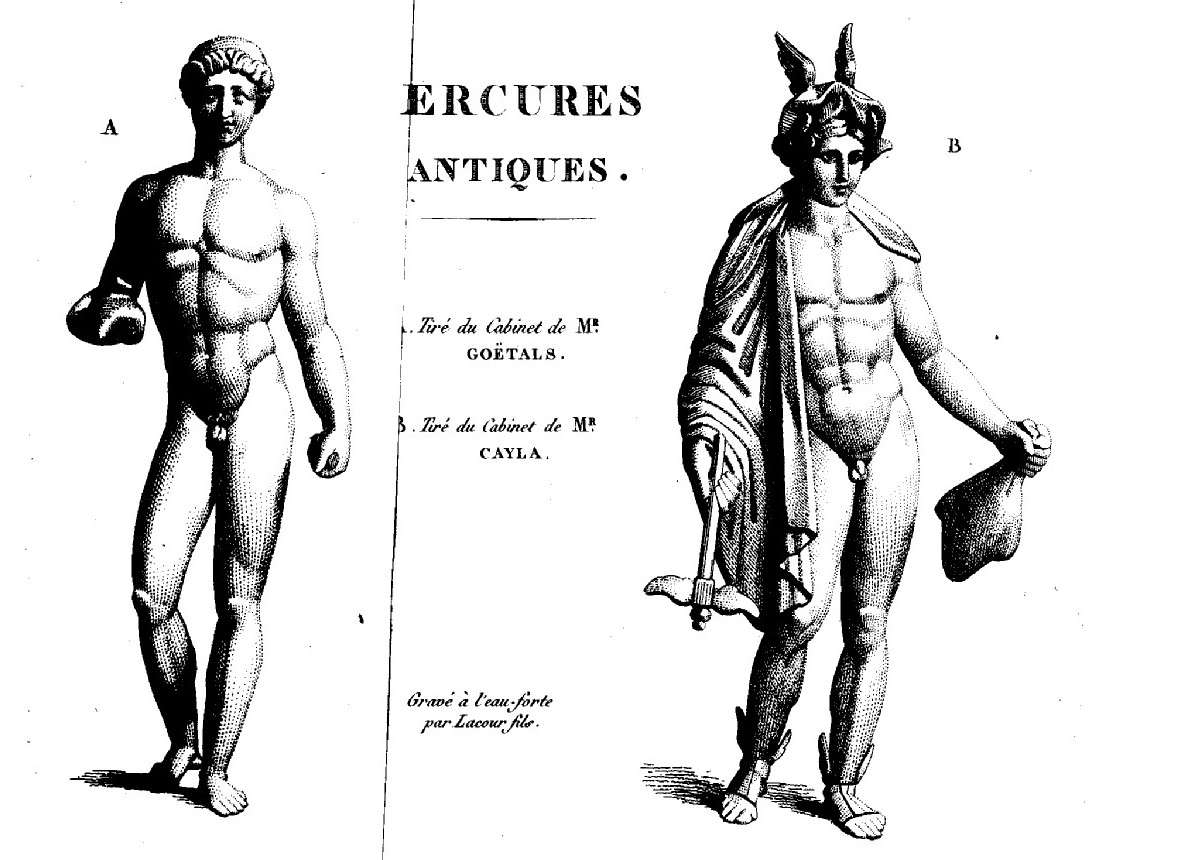
Mémoire sur les Mercures antiques (1807).

À partir de 1806, son nom commence à être associé à celui de son père, après leur travail sur les sarcophages de Saint-Médard-d'Eyrans publié dans les Antiquités bordelaises.

« Sarcophages trouvés à Saint Médard d'Eyran » Antiquités bordelaises (1806)
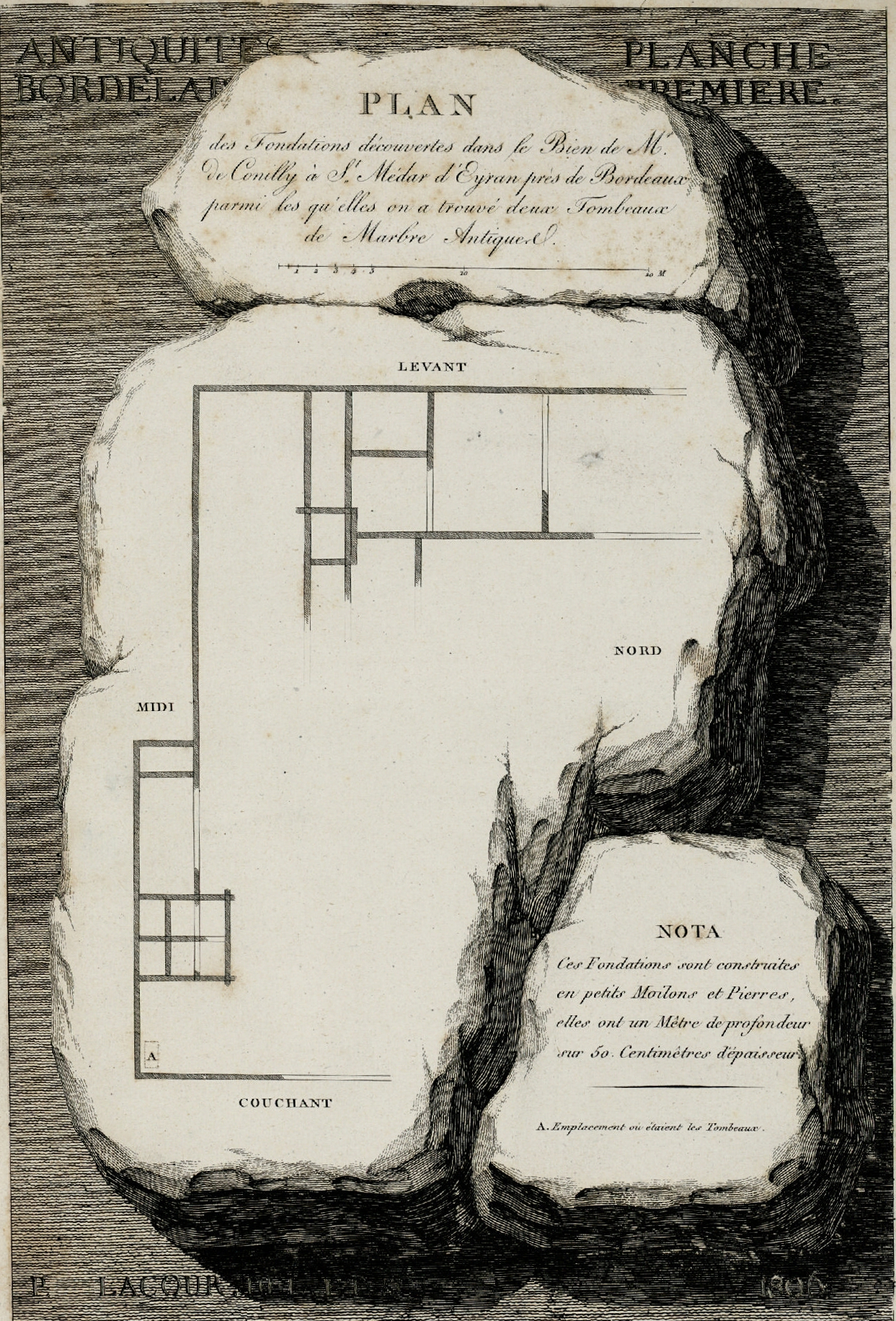
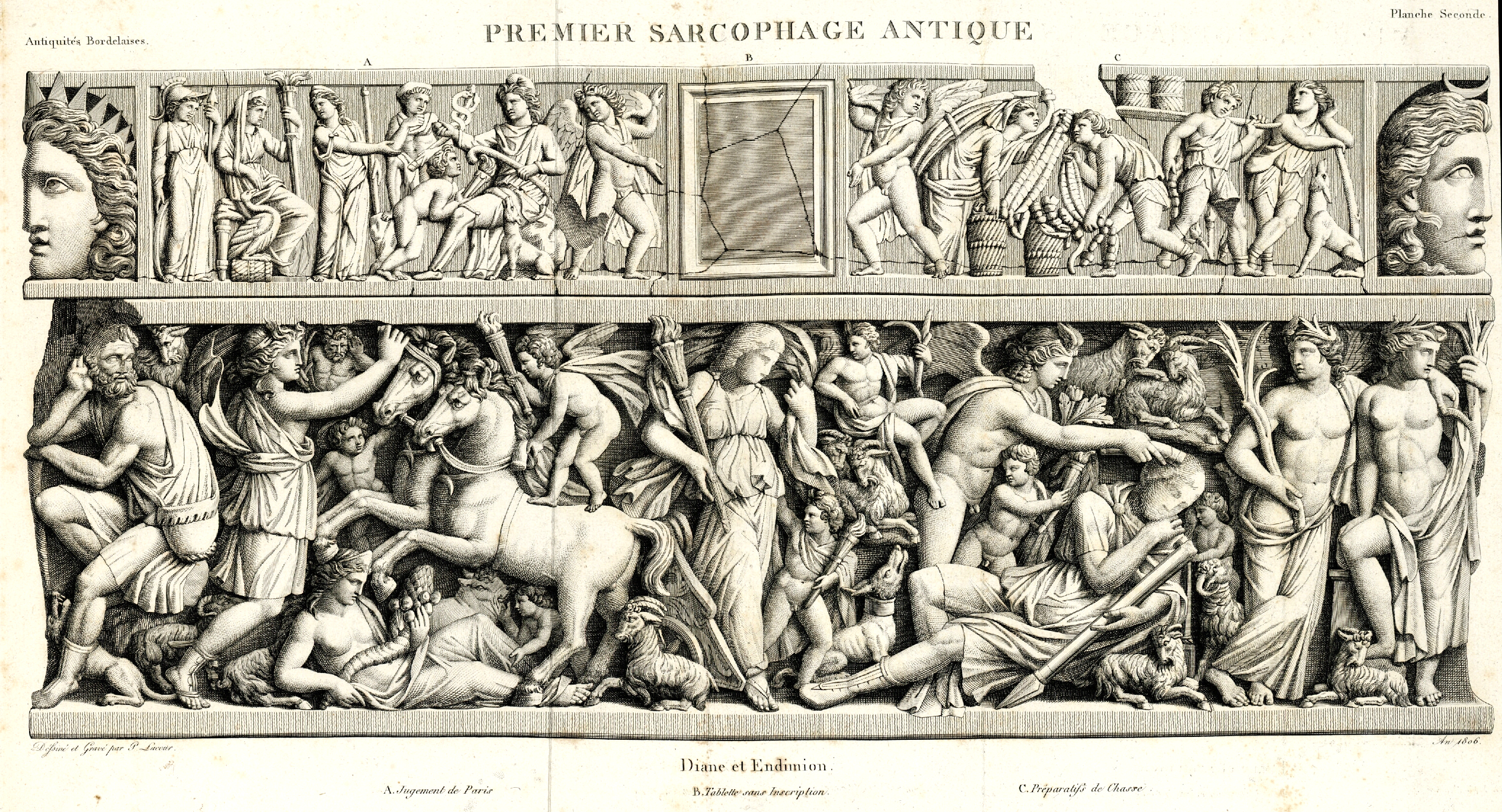
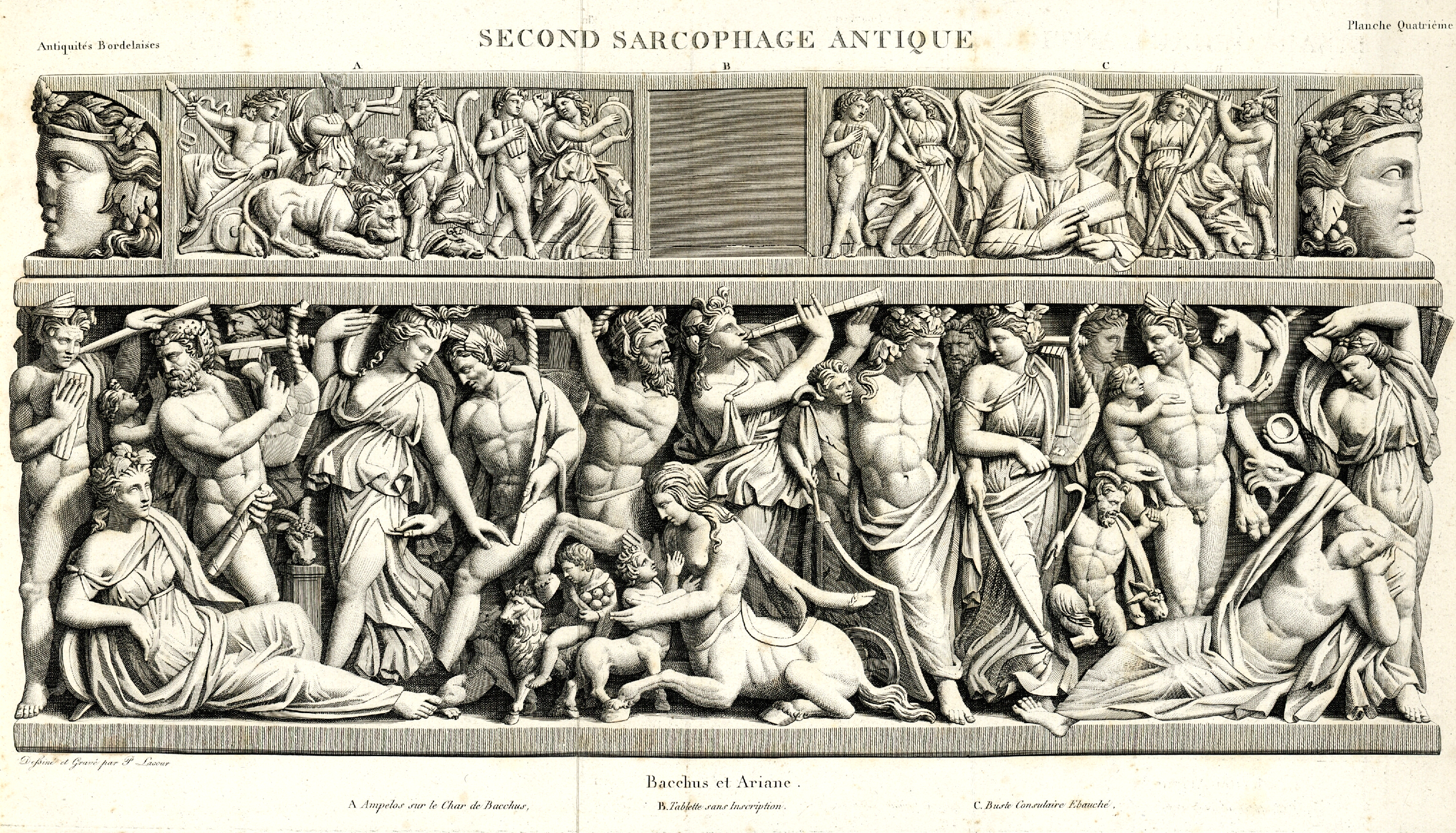
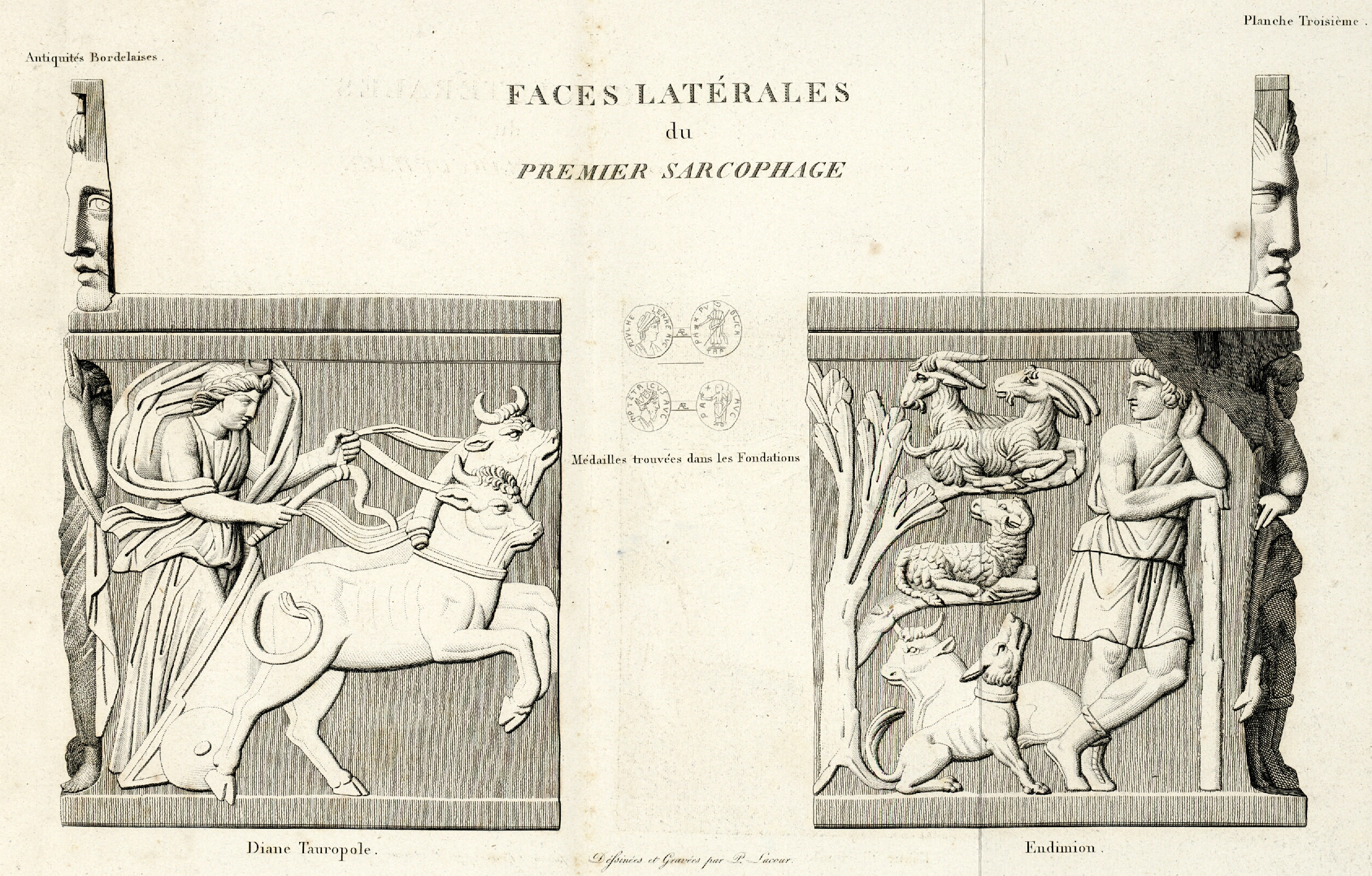
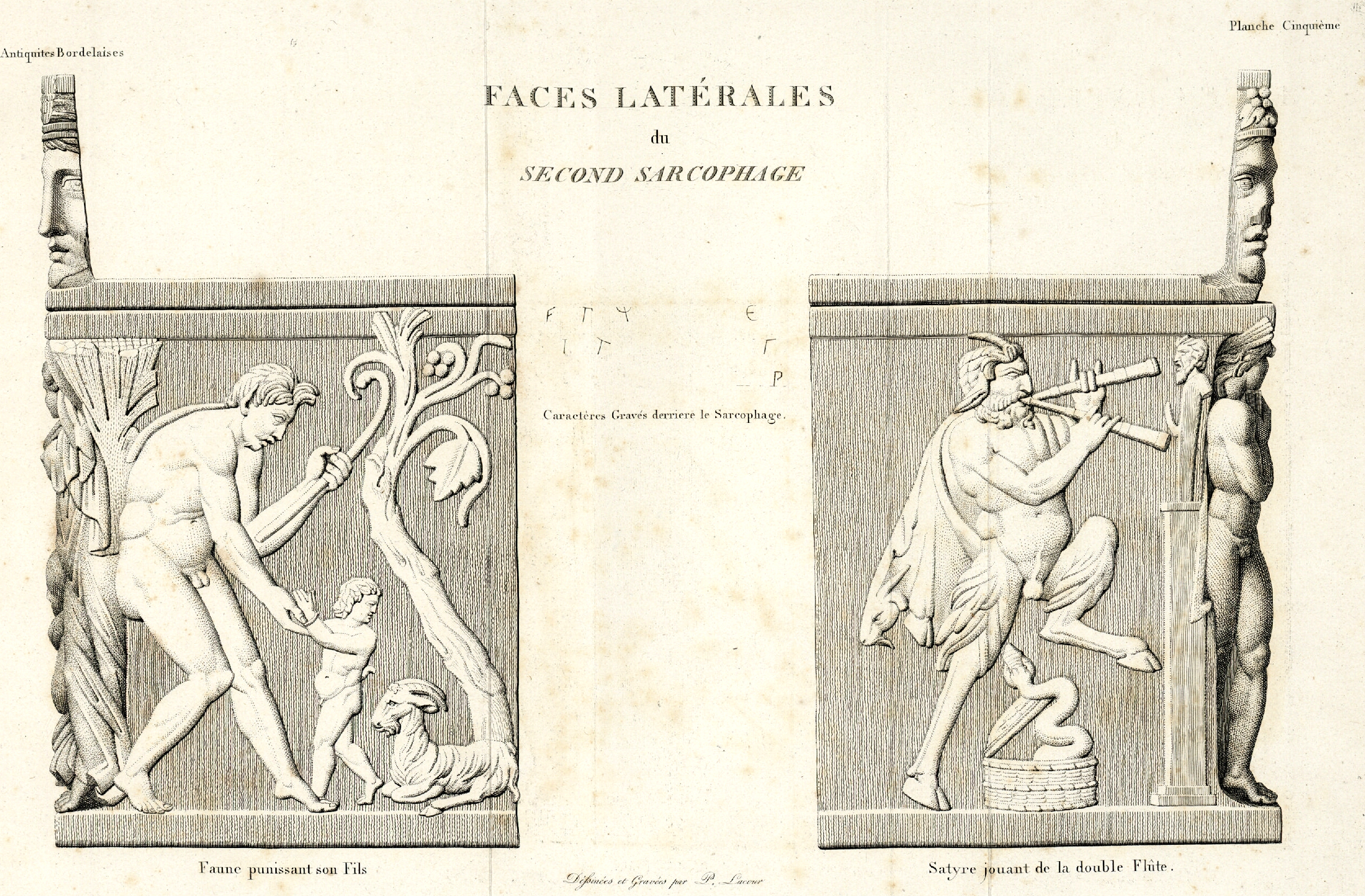

On lui doit de nombreuses gravures archéologiques :
- un dolmen breton pour François Mazois, Dissertations sur quelques antiquités celtiques, 1810 ;
- plusieurs illustrations de l'iconographie grecque de Ennius Quirinus Visconti, 1811 ;
- une douzaine de planches pour le Recueil de sépultures romaines de Pierre Clochard en 1812 ;
- plusieurs planches pour le Jupiter Olympien de Antoine Chrysostome Quatremère de Quincy en 1814 ;
- et quatre médailles pour Numismatique du voyage du jeune Anacharsis[4], 1818 de Charles Paul Landon.

Il grave aussi :
- une planche pour le Recueil de décorations intérieures de Charles Percier et Pierre Fontaine, 1812[5] ;
- trois planches pour le Choix des plus célèbres maisons de plaisance de Rome et de ses environs par les mêmes auteurs[6] ;
- et deux pour la Description des cérémonies pour le mariage de S.M. l'Empereur Napoléon[7].

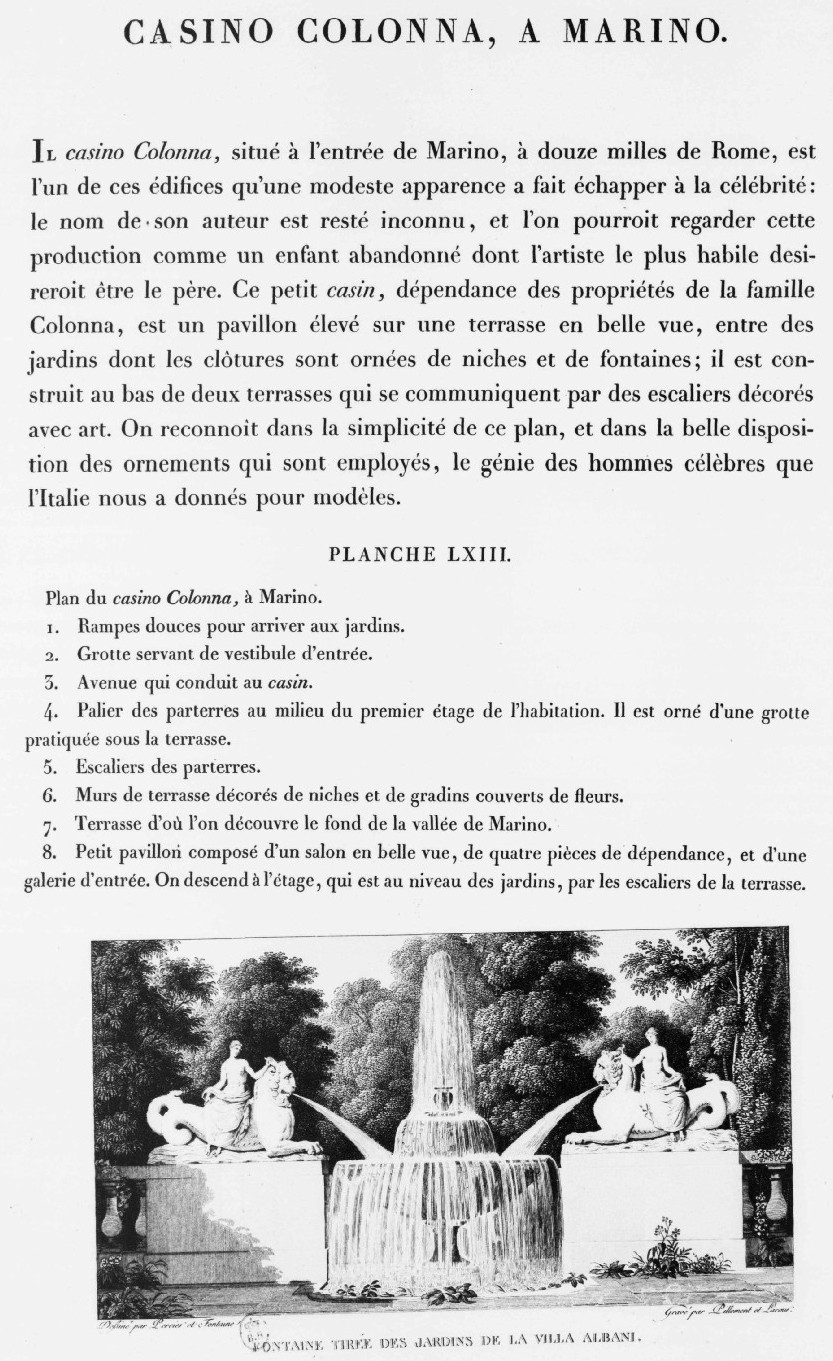
Villa Alabni, Choix des plus célèbres maisons de plaisance de Rome et de ses environs mesurées et dessinées par Charles Percier et P.-F.-L. Fontaine (1809).
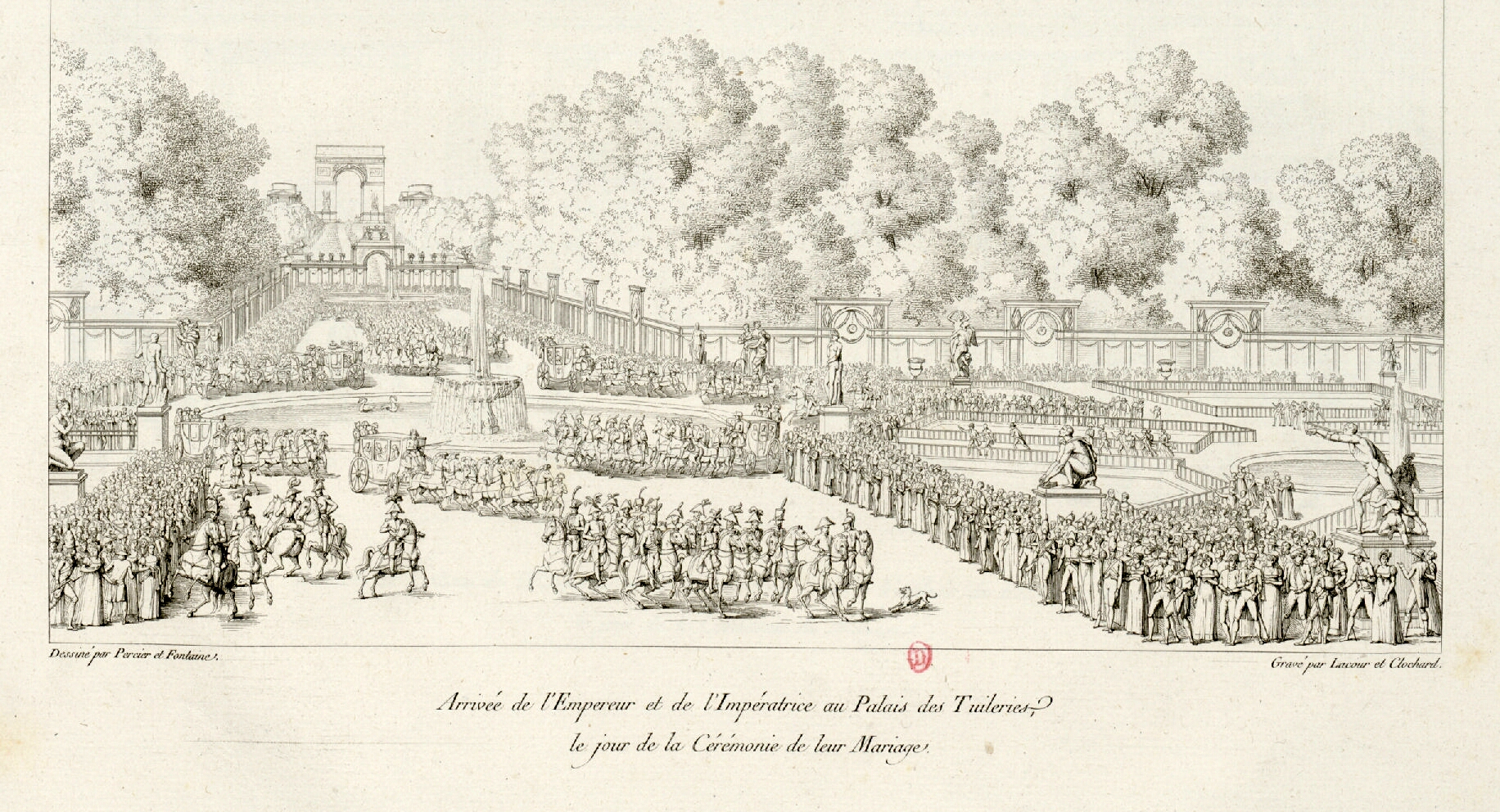
Description des cérémonies pour le mariage de S.M. l'Empereur Napoléon (1810).
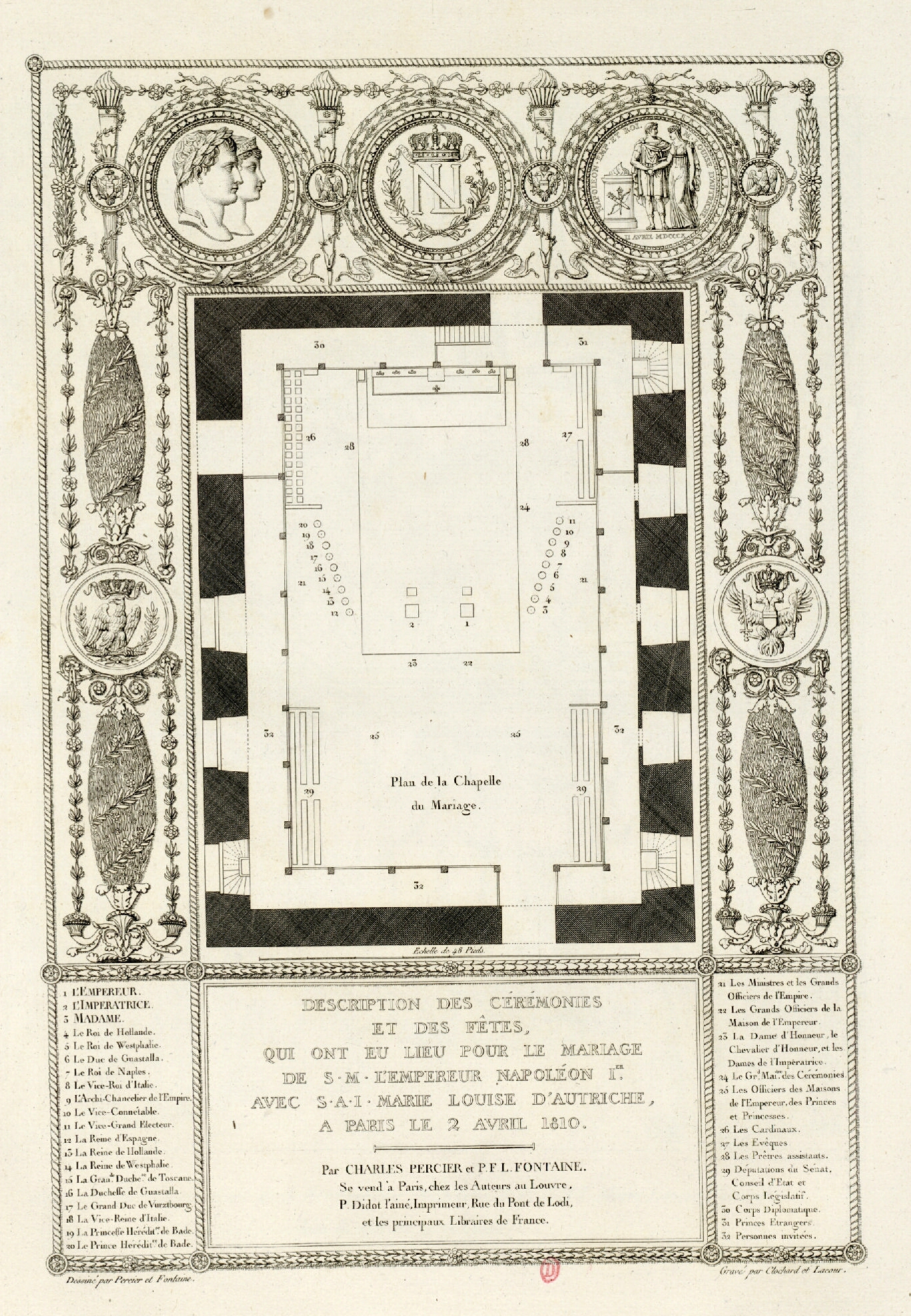
Description des cérémonies pour le mariage de S.M. l'Empereur Napoléon (1810).
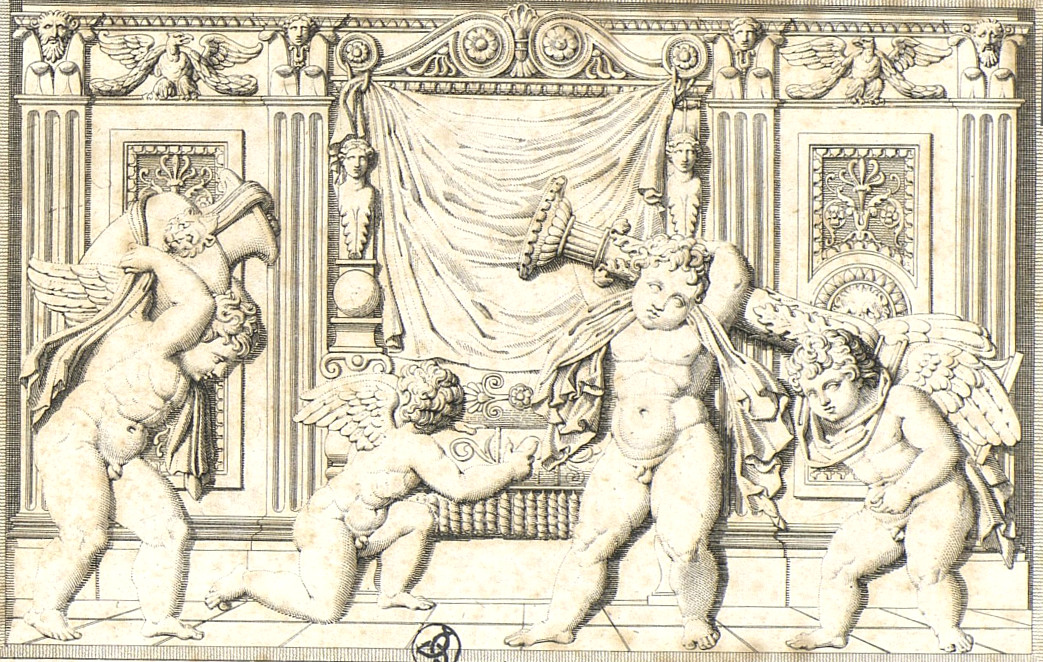
Recueil de décorations intérieures comprenant tout ce qui a rapport à l'ameublement (1812).

De 1809 à 1812, il rédige des articles pour les douze cahiers des Monumens de sculpture ancienne avec Jules Antoine Vauthier (1774-1832) et pour le Musée d'Aquitaine de 1823 à 1825. Il s'intéresse à l'architecture médiévale et prône de reproduire dans les tableaux le portrait fidèle des lieux, en véritable précurseur du paysage archéologique. C'est là qu'on peut trouver sa composition des douze mois pour le projet des trois doubles portes du salon de Walter Johnston : maison conçue par l'architecte Armand Corcelles. En effet, Lacour est persuadé que l'artiste a une fonction sociale et collabore au progrès. Il développe des liens avec les produits de l'artisanat contemporain, par exemple les meubles. Il installe un atelier de son école pendant deux ans chez les frères Michel et François Vernet qui impriment tapis et tapisseries.
Le 26 février 1813, il épouse Lisidice Combes (1794-1829), fille du célèbre architecte bordelais Louis Combes. Il adhère aux convictions royalistes de son milieu social et s'intéresse au saint-simonisme.
Pierre Lacour fils devient un ardent défenseur du néo-classicisme : il rejette le recours à la sensualité apportée par les couleurs et les ombres et a une prédilection pour la ligne de dessin circonscrivant les formes. Le lithographe Jean-Baptiste Légé (1779-1846) ouvre un atelier à Bordeaux en 1821 et une collaboration fructueuse s'installera entre les deux artistes. Au décès de son père, en 1814, il prend sa suite comme conservateur du musée des beaux-arts de Bordeaux ainsi que directeur de l'école gratuite de dessin — où il continue d'enseigner la nature, l'antiquité et les grands maîtres — et membre de l'Académie royale des sciences de Bordeaux. Il obtient un nouveau siège pour le musée, rue Montbazon et de nombreuses acquisitions. Pour le faire connaitre auprès de la population locale il édite un catalogue : Notice des tableaux et figures exposés au musée dont 900 exemplaires seront vendus en quelques années. Il décide d'abandonner la peinture et de se dédier à la gravure comme démarche pédagogique plus démocratique. On retrouve ces préoccupations dans les pages du Musée d'Aquitaine en 1823.
En 1824, il part à Rome pour une sorte de pèlerinage. Le récit, rédigé trente ans plus tard, est accompagné de très nombreuses illustrations personnelles ou d'images achetées sur place. Il décrit l’évolution de l'Italie entre 1700 et 1800 et ses rapports avec Bordeaux : il souligne le rôle que la culture et l’art italiens ont eu dans la formation des artistes et notables bordelais entre le XVIIIe et le XIXe siècle. Ses six carnets de voyage en Italie sont consultables à la bibliothèque municipale de Bordeaux et ont été numérisés.
À son retour, il se consacre à l'enseignement des jeunes artistes et publie en 1826 un Cours complet de dessin et Études d'après les vieux maîtres en 1836. Ses 2 524 000 beaux paysages, publiés en 1850, permettent de reconstituer un véritable panorama, spécimen d'un système par lequel on peut composer un nombre infini de paysages aussi facilement qu'on dessine les mots d'une langue. Il compose également un alphabet pour enfant, dont les lettres sont formées de petits personnages.
Sa passion pour les langues et l'Égypte le conduit à des recherches très approfondies. Il est l'auteur d'un Essai sur les hiéroglyphes égyptiens en 1821.
Il démissionne de ses postes de conservateur et de professeur en 1838 et ouvre un atelier privé. Il enseigne le dessin au petit conservatoire de Bazas de 1842 à 1844.
En 1838 David Johnston se tourne vers lui pour assurer le « poste provisoire de chef d’atelier » après le départ d'Honoré Boudon de Saint-Amans. La bibliothèque municipale de Bordeaux conserve un important portefeuille intitulé Études et croquis d’ornements ; dessins composés, lithographiés ou esquissés en 1839, pour la manufacture de poteries fines fondée  à Bordeaux par Mr David Johnston.
Il rédige avant sa mort ses Notes et souvenirs d'un octogénaire autobiographiques sur la vie de son père et celle d'artistes de son époque. Pierre Lacour meurt le 17 avril 1859.

## Le voyage à Rome

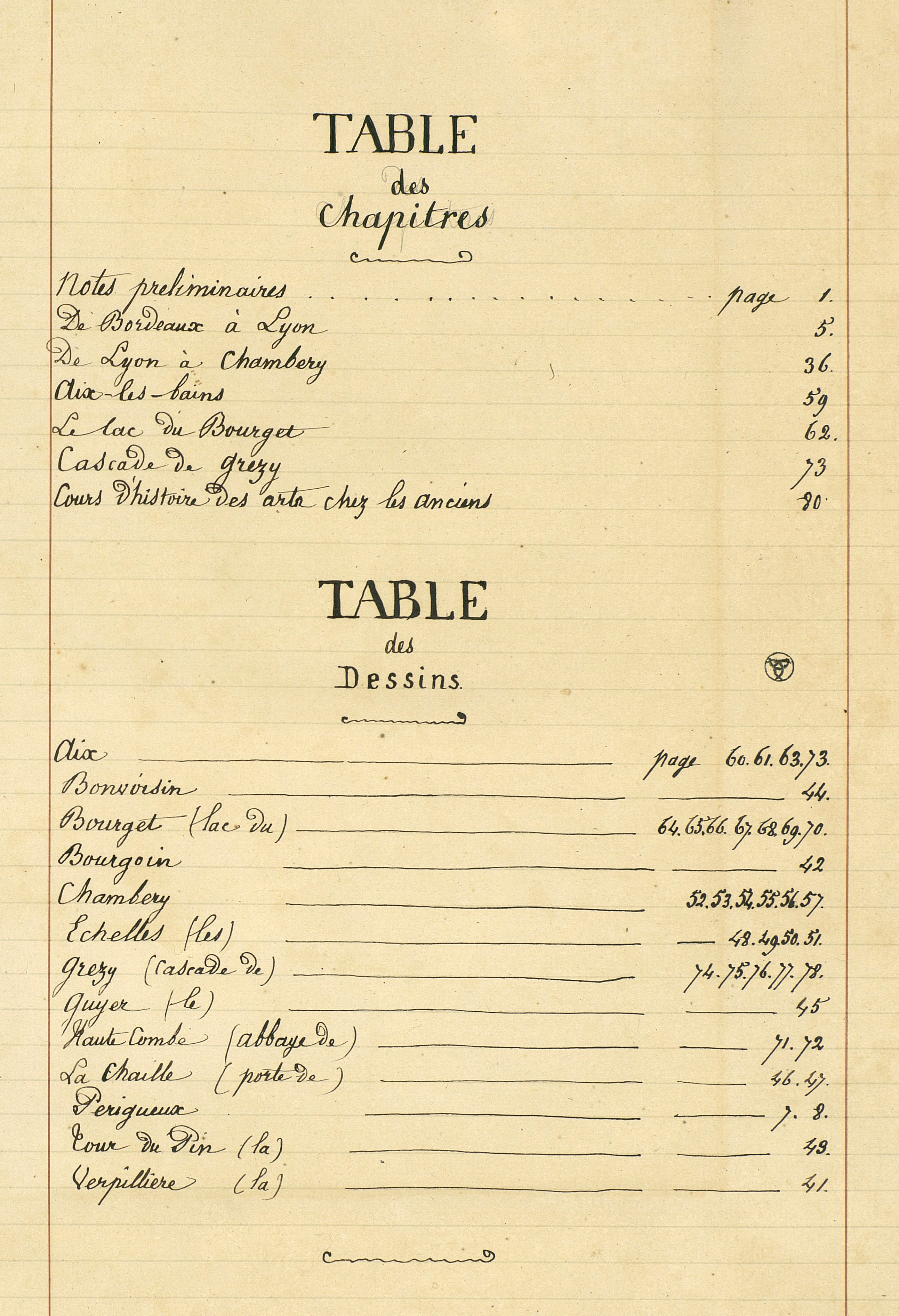
Traversée de la France

Les carnets ont été publiés trente ans après son voyage ; c'est un recueil de dessins et de croquis, une autobiographie et un journal de voyage dont la rédaction s'inspire de très nombreuses sources littéraires et graphiques. Le ton est enthousiaste dans le premier tome puis désenchanté en constatant à quel point les monuments sont dégradés et les Italiens peu intéressants : il les juge impolis, dépourvus de talent artistique, privés d'une vie sociale et mondaine intéressante, hypocrites et ayant un goût excessif pour le luxe et les apparences. Mais l'Italie, c'est « le berceau des beaux-arts », aussi ces carnets ont une valeur documentaire et didactique, comme les anciens itinéraires, qui permettent de garder le souvenir de voyages antérieurs à l'arrivée des chemins de fer.
Ils comportent de nombreux catalogues de musées visités, y compris en France à Lyon, ce qui donne à Pierre Lacour l'occasion de souligner une fois de plus l'inculture et le retard artistique de sa ville natale, qui ne sait pas apprécier le mérite et l'utilité des arts. Ces catalogues sont plutôt des notices raisonnées comportant la biographie des artistes, la description des œuvres et des appréciations sur leur mérite. Pierre Lacour exprime à plusieurs reprises sa crainte que les noms des artistes soient oubliés, les commanditaires n'étant motivés que par la vanité ou par conformisme.
Les carnets n'ont pas grande valeur littéraire mais révèlent le regard d'un paysagiste séduit par les montagnes, les eaux, les jeux d'ombre et de lumière, les couleurs, les ruines médiévales, toujours à la recherche de sujets pour de futurs tableaux. Les beautés de la nature sauvage émeuvent Pierre Lacour, ce qui révèle chez l'artiste une sensibilité pré-romantique. Il y a de très nombreux ajouts extérieurs dans les quatre premiers carnets ; Pierre Lacour a utilisé un support différent, le papier vergé, pour les albums 5 et 6. Les illustrations personnelles sont d'anciens dessins exécutés au crayon pendant le voyage (par manque de temps) ; les croquis de Bordeaux à Saint-Maurice ont été réalisés pendant le voyage de 1826 avec son épouse. Ils ont ensuite été repassés à l'encre puis reproduits par décalque.
Ils ont une importance capitale pour l'artiste qui insiste une fois de plus sur la supériorité d'une représentation visuelle sur la description textuelle :
« La parole s'adresse à l'esprit alors que le dessin et la peinture s'adressent aux sens et à la vue.
Sans la faculté d'imiter, de représenter les objets, en un mot sans l'instinct qui créa les arts du dessin, l'homme serait resté muet comme les animaux. »
Ce débat sur la hiérarchie artistique entre le peintre et le poète alimentera une controverse qui durera tout le siècle.
Il s'agit de souvenirs pittoresques artistiquement indiqués et non d'une imitation absolue, contrairement à ses relevés archéologiques ou aux reproductions de bas-reliefs par exemple du chœur de la cathédrale de Milan.
Le Voyage à Rome est un résumé et un témoignage de toutes les convictions profondes de l'auteur, de son parcours culturel et de ses intérêts. Pierre Lacour est ému par les places, en particulier à Rome, où l'architecture urbaine intègre des monuments ou des statues antiques.
« Rome entière peut être considérée en immense musée ; à chaque pas ce sont des monumens antiques ou des fragmens d'antiquités qu'on rencontre. »

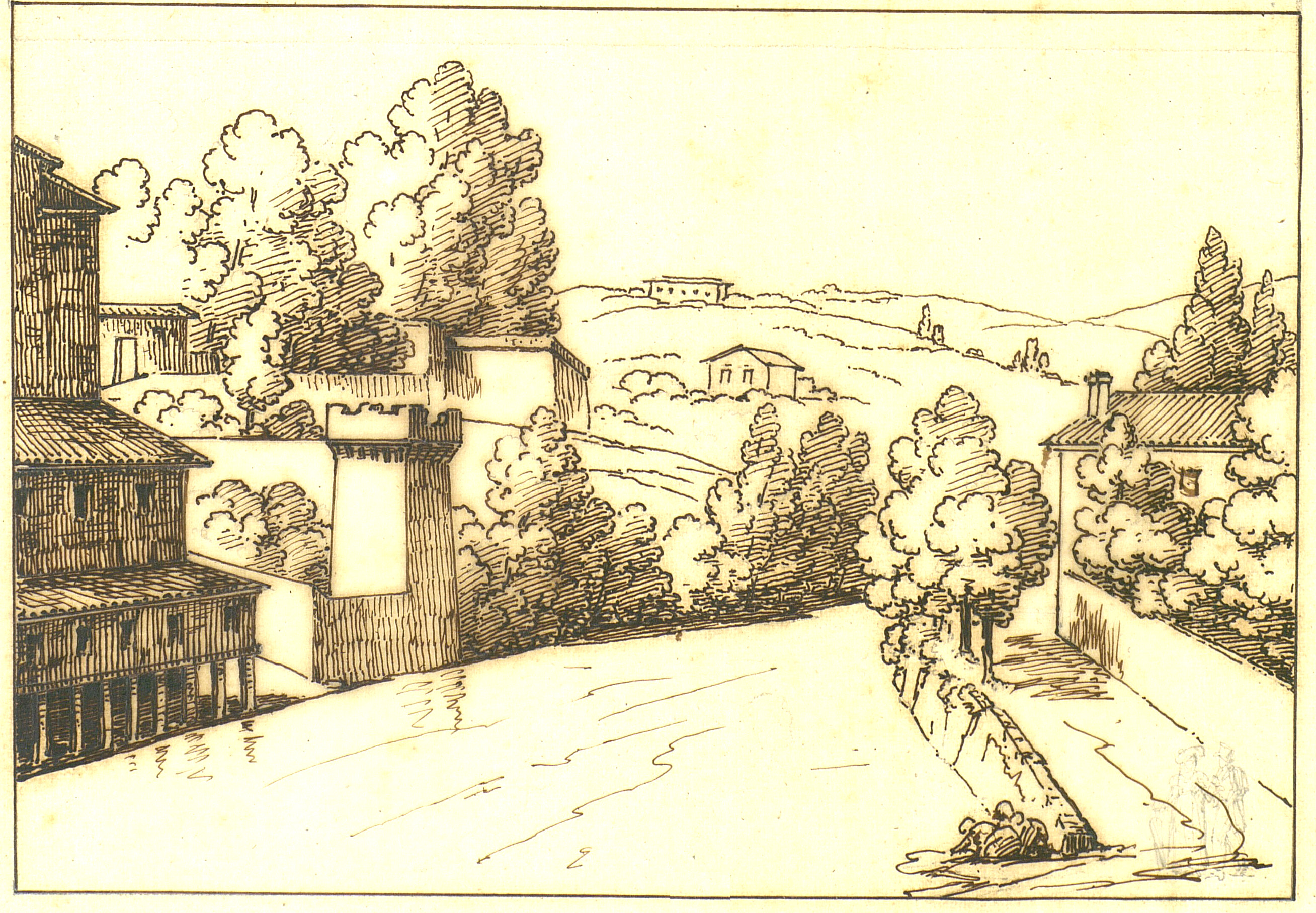
Entrée de Périgueux
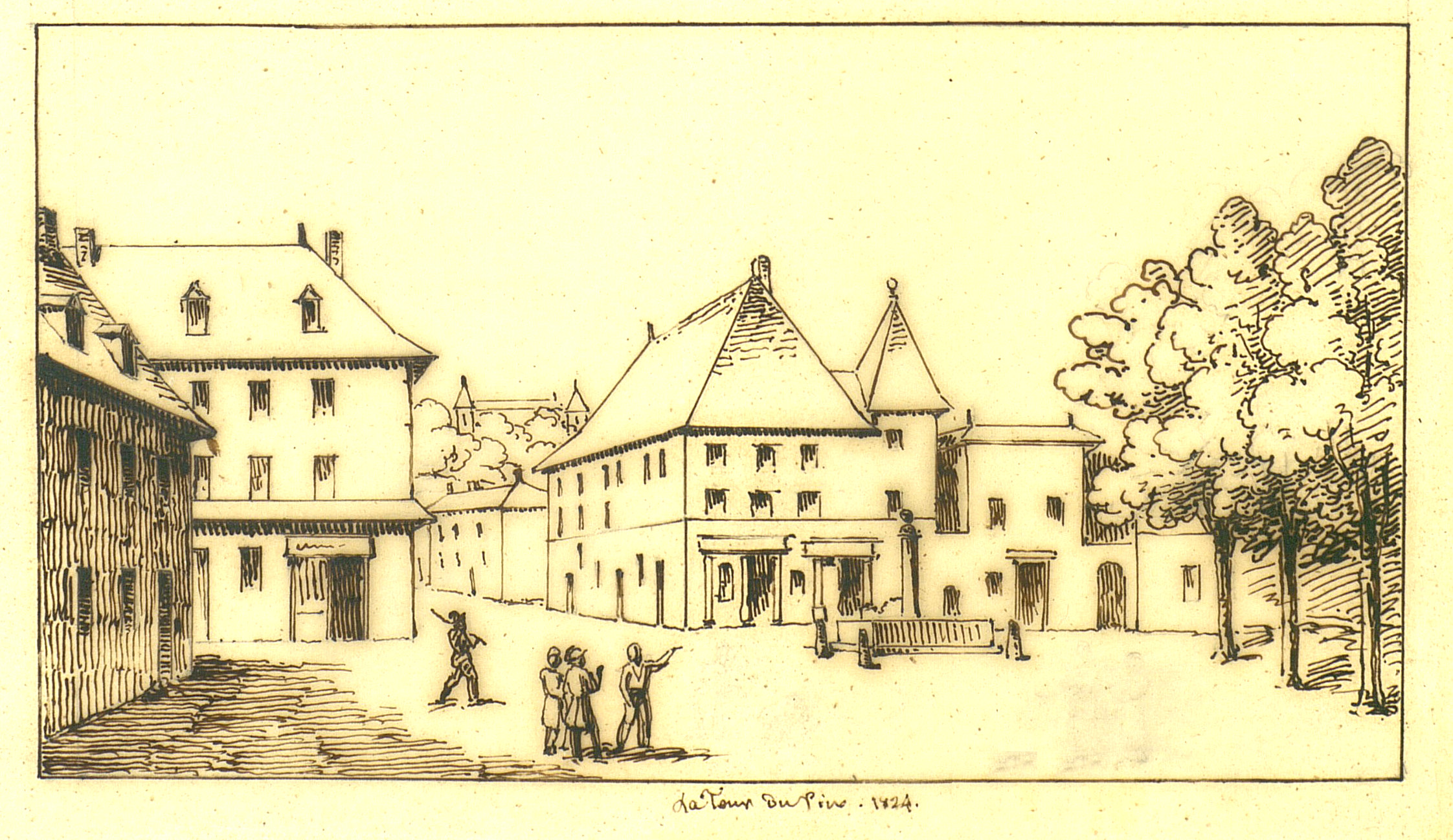
La Tour-du-Pin
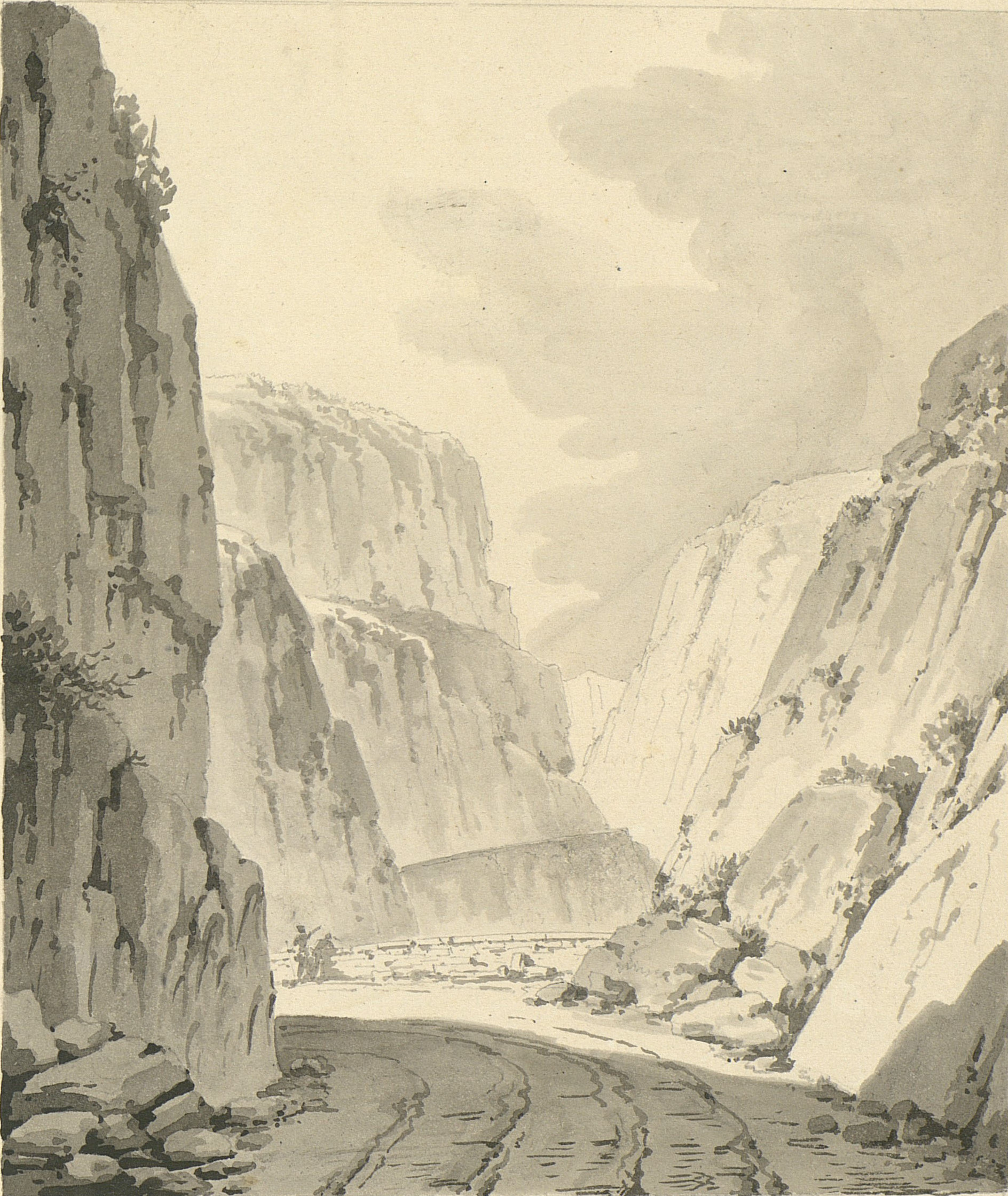
Passage des gorges de Chailles
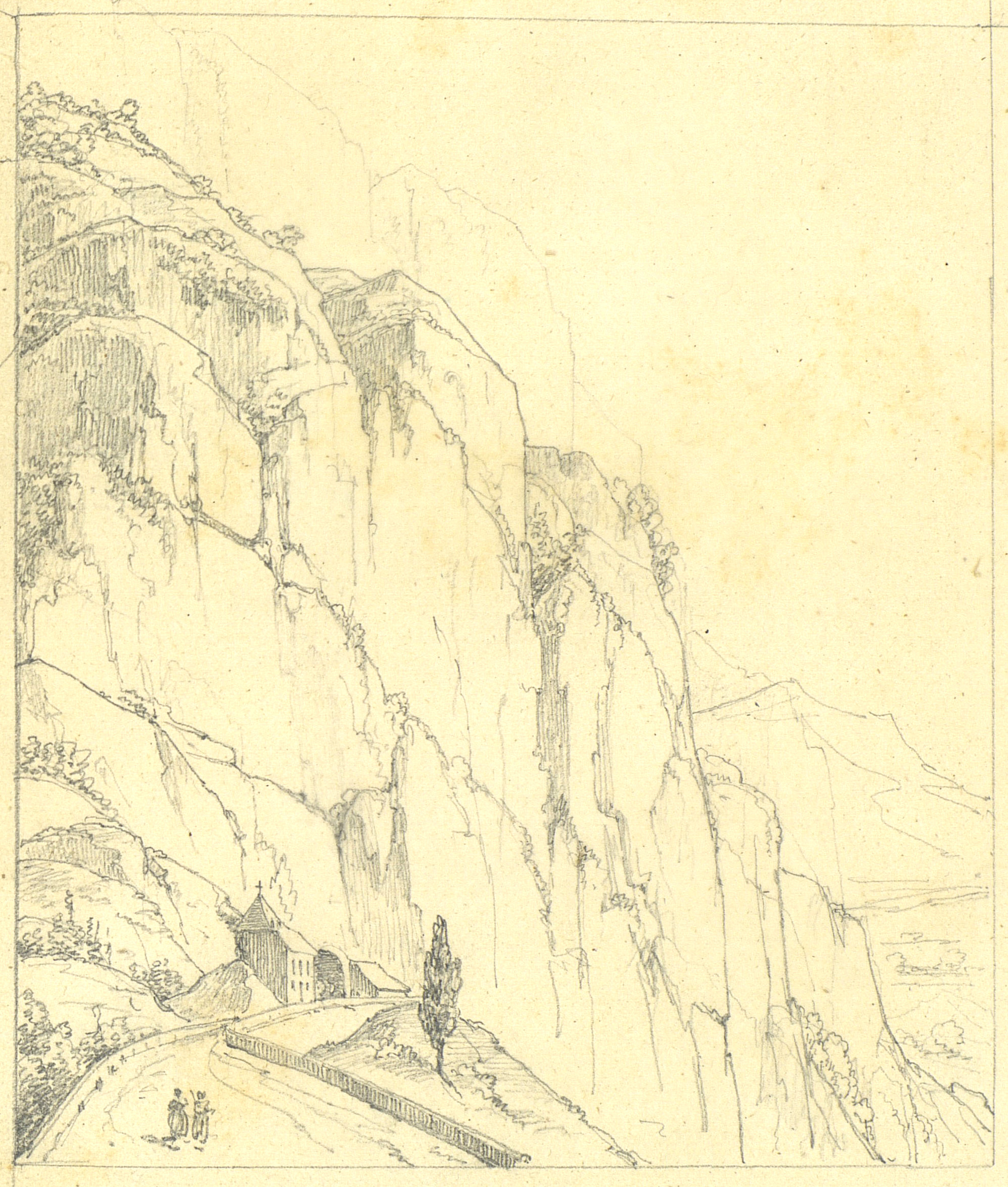
Entrée de la grotte des Échelles
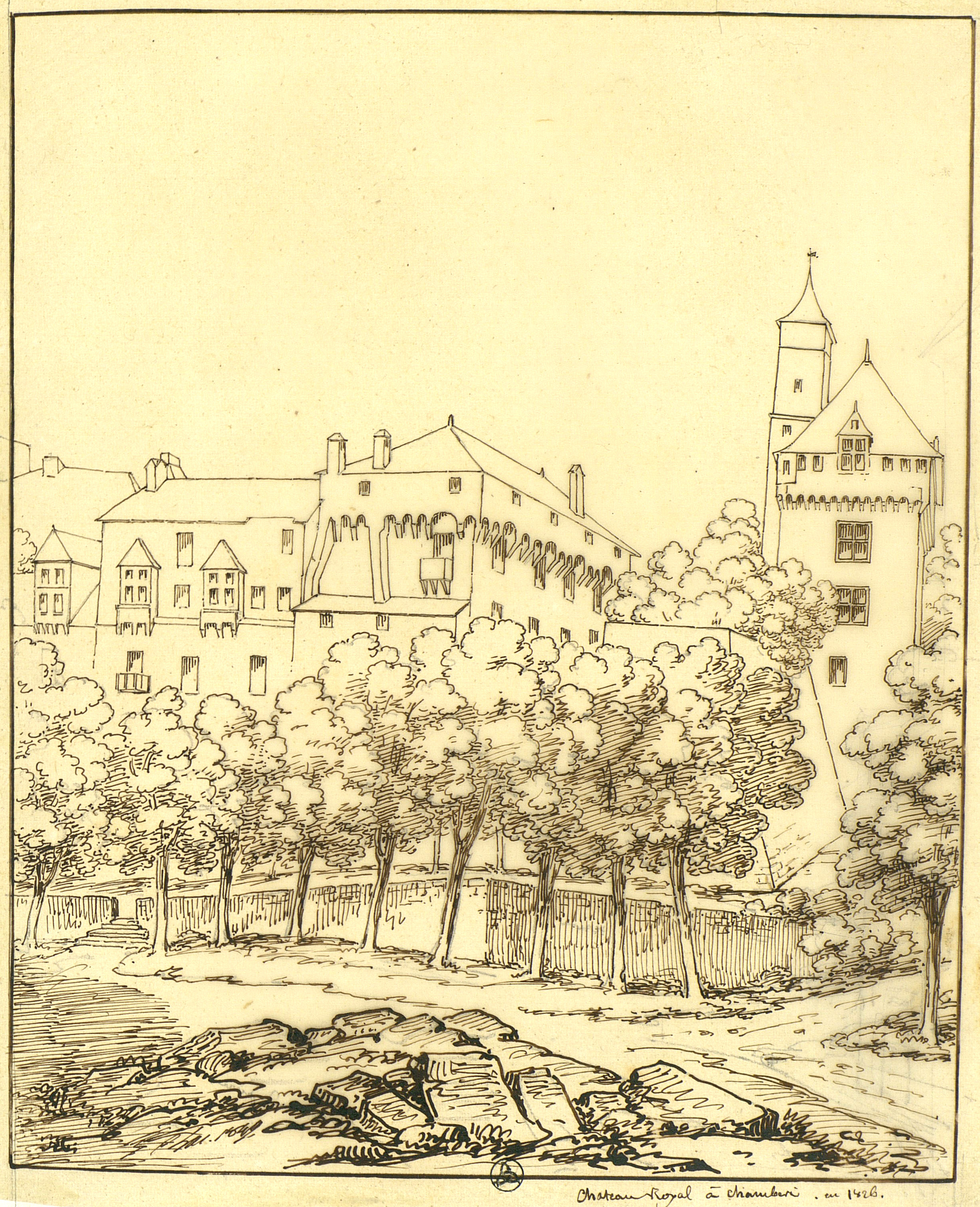
Château de Chambéry
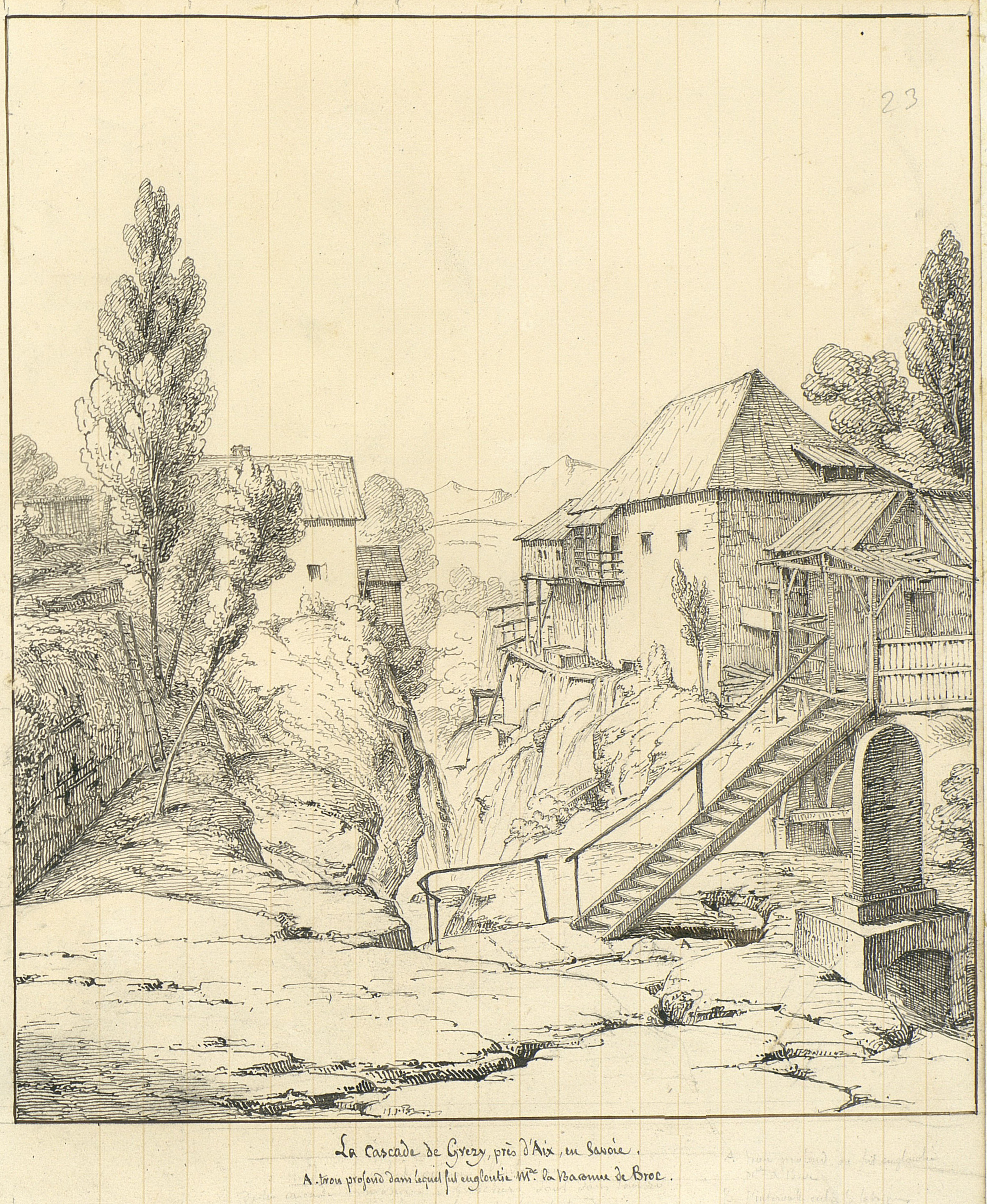
Cascade de Grézy
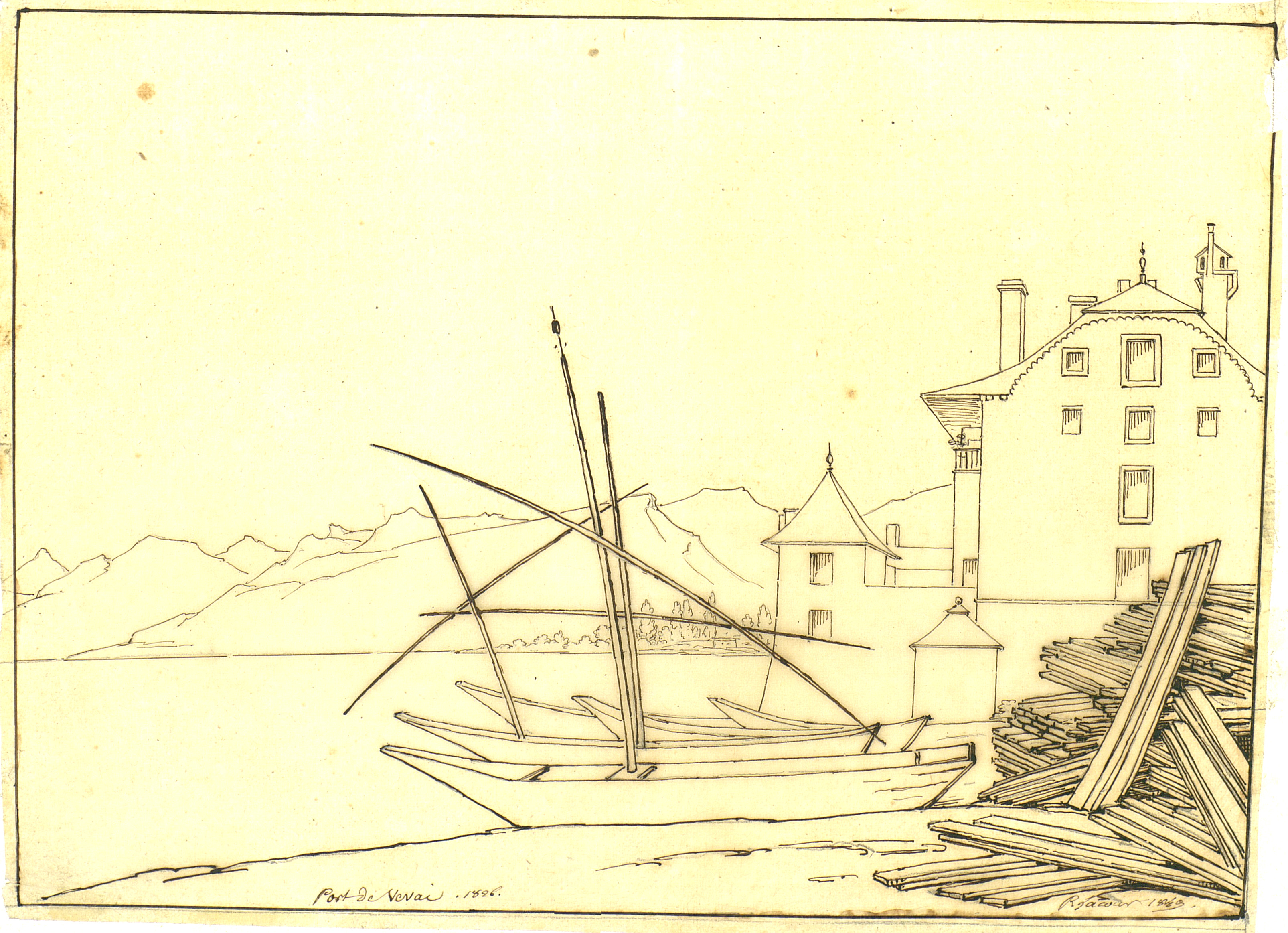
Lac de Genève
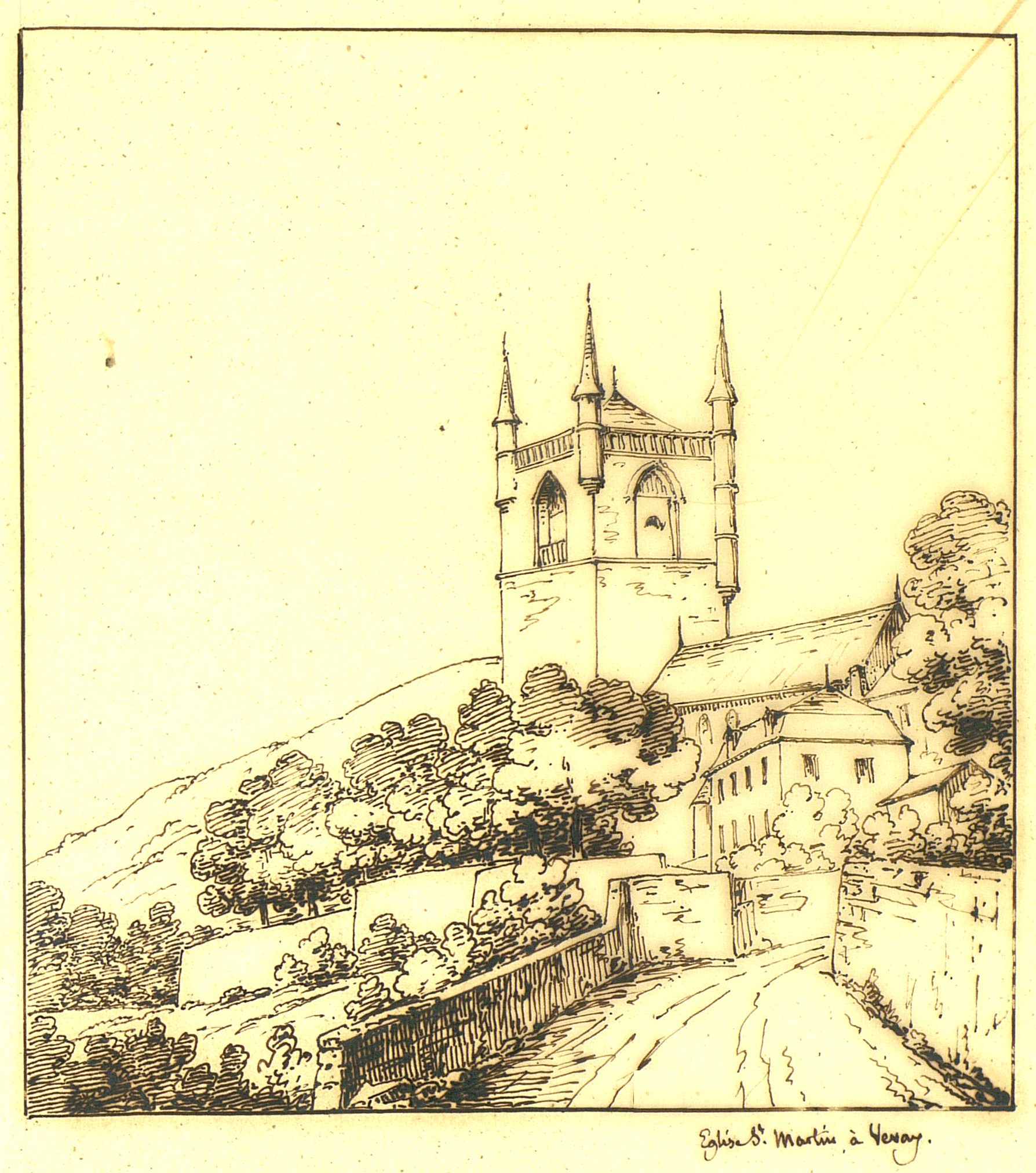
Saint-Martin de Vevey
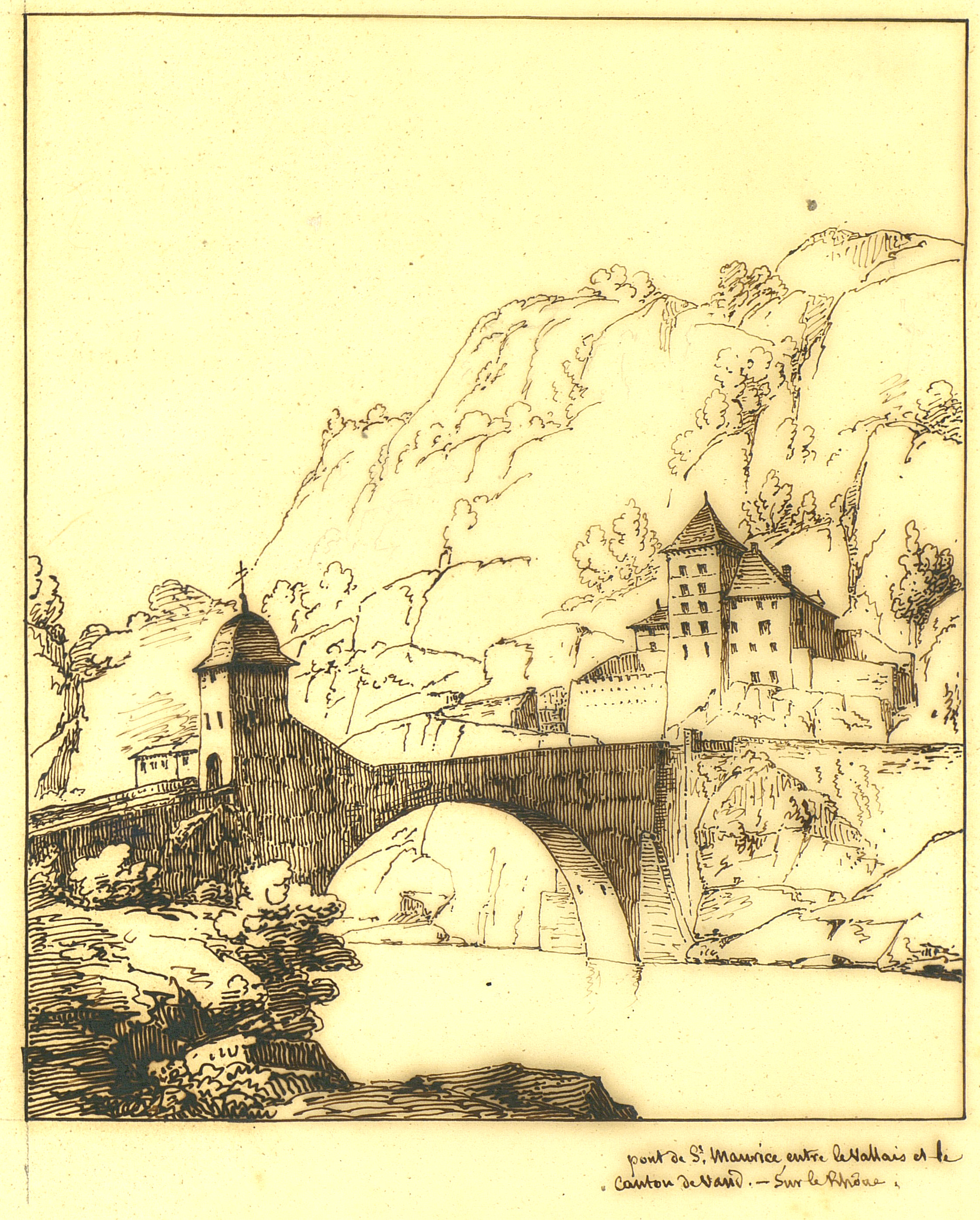
Pont de Saint-Maurice sur le Rhône
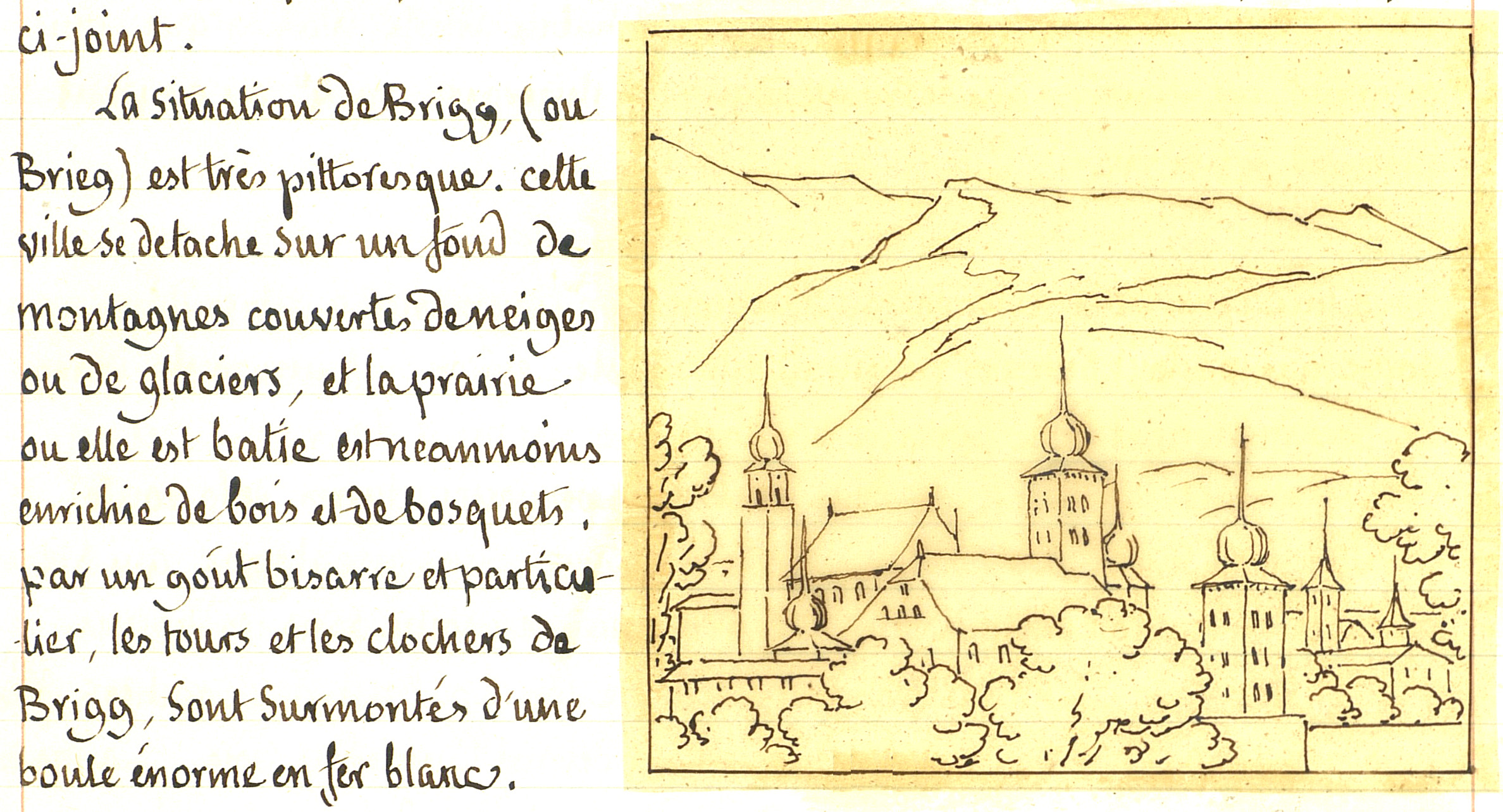
Brigg
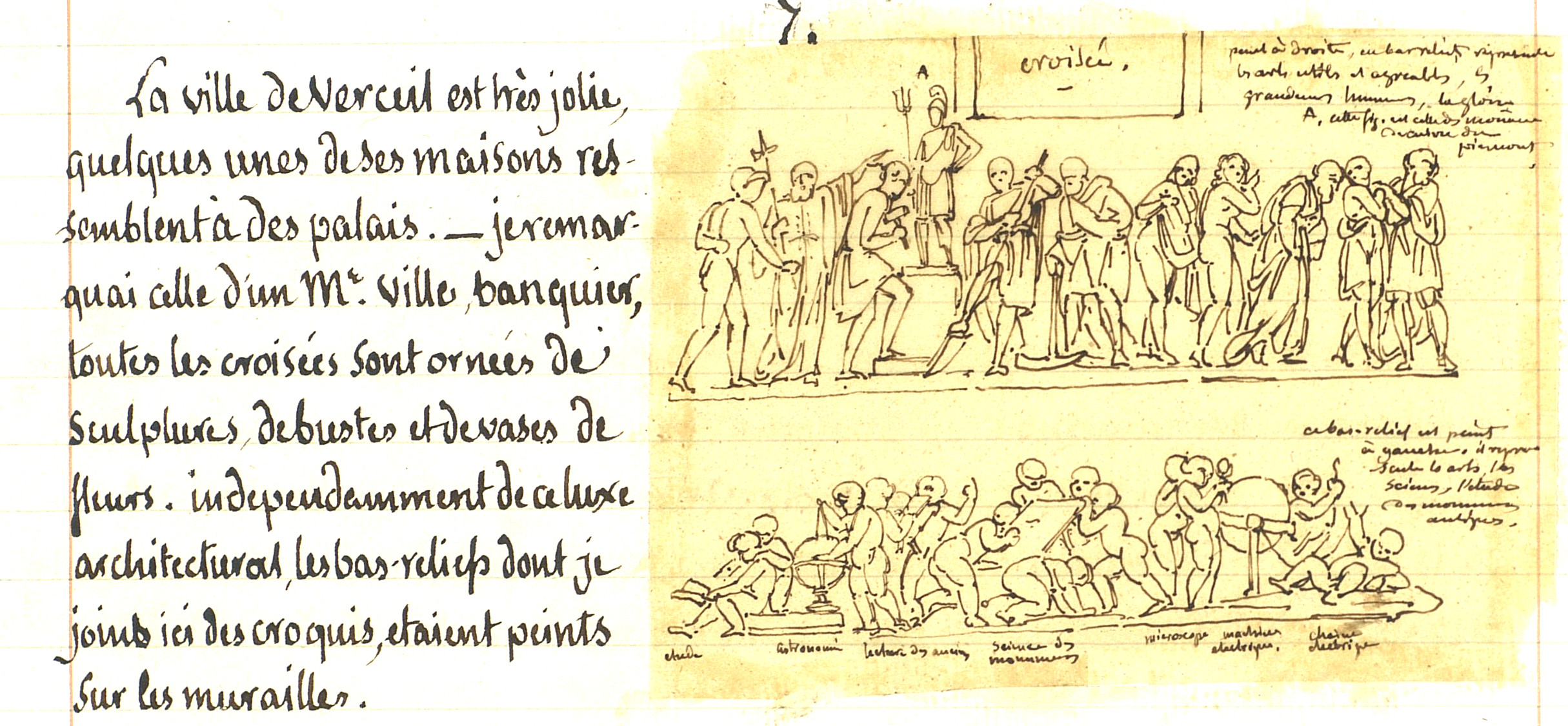
Verceil
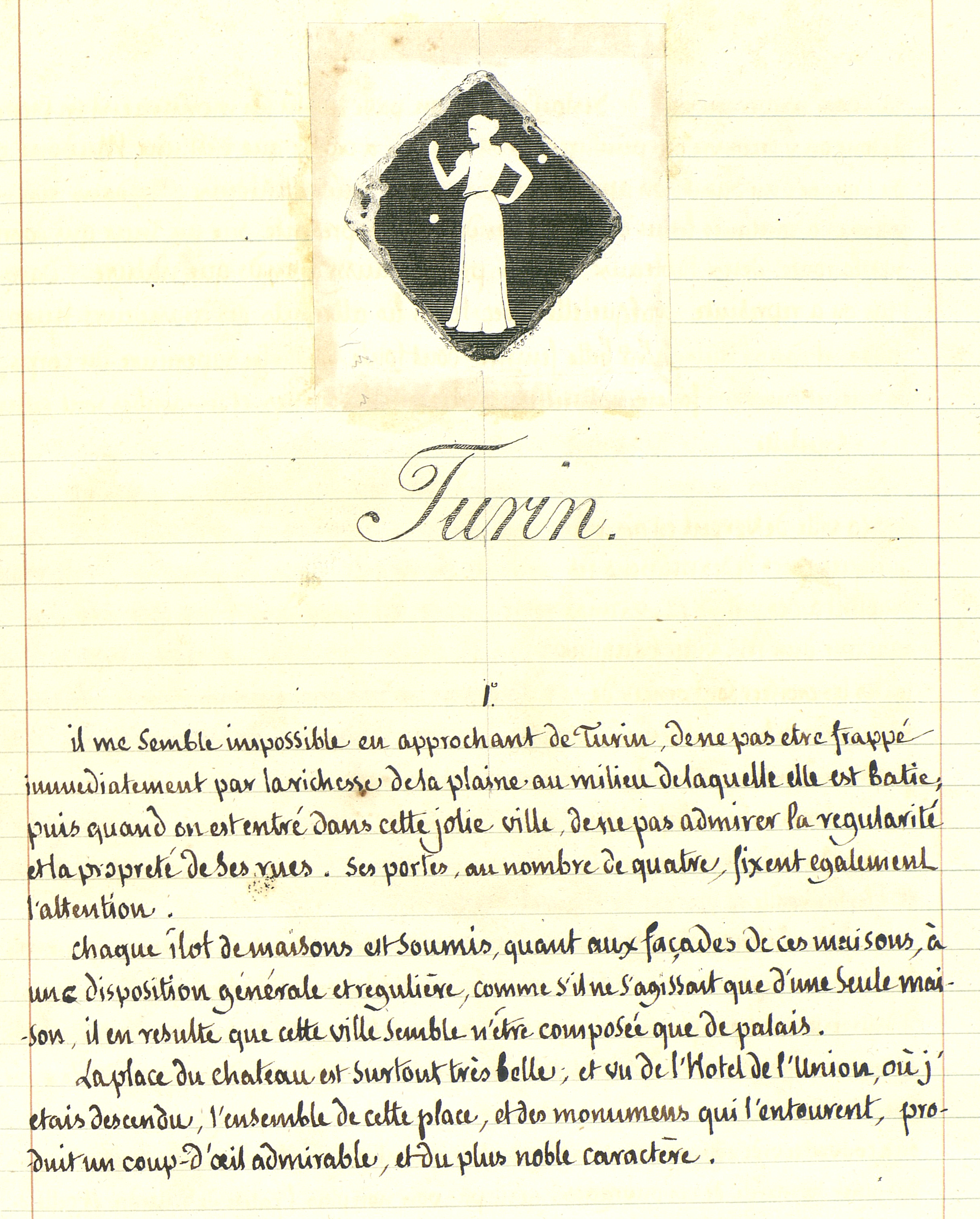
Turin
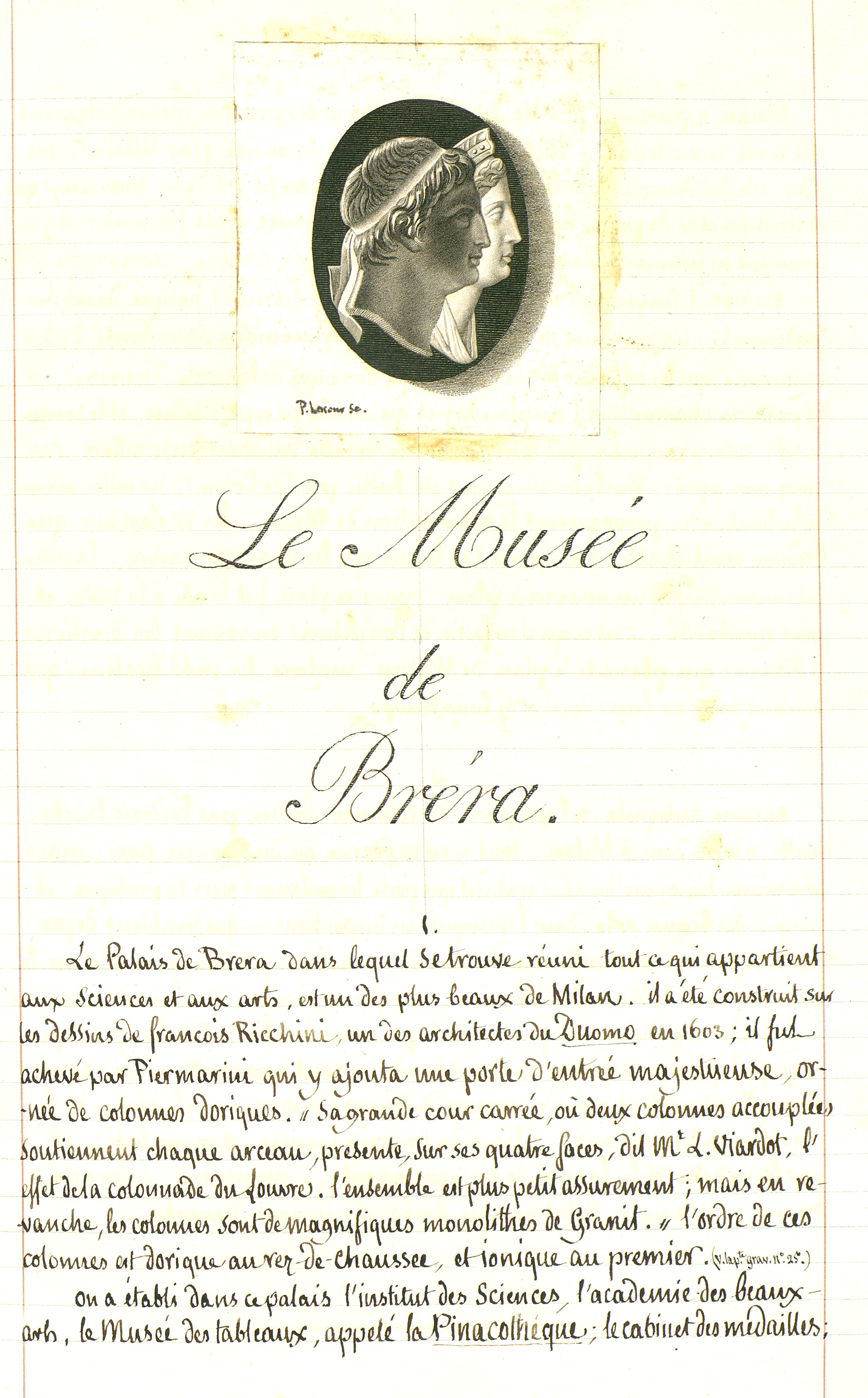
Le musée de Bréra

### Cours d'histoire des arts chez les Anciens
Ce cahier, collé à la fin du premier carnet, contient le programme, ambitieux, du cours (sculpture, peinture, architecture) que Pierre Lacour voulait développer à l'intention de jeunes artistes bordelais défavorisés. Il ne se contente pas d'envisager d'enseigner les civilisations les plus connues à l'époque et inclut les peuples de l'Italie pré-romaine (notamment les Étrusques), les Phéniciens, les Égyptiens, les Hébreux, les Indiens et les Chinois. Il insiste sur les monuments funéraires et les temples, reprenant le thème développé dans son article de 1815 du Bulletin Polymathique, La destination primitive des temples.
Ce cours donne du sens à son voyage à Rome, c'est une somme de toute sa culture et de ses convictions.

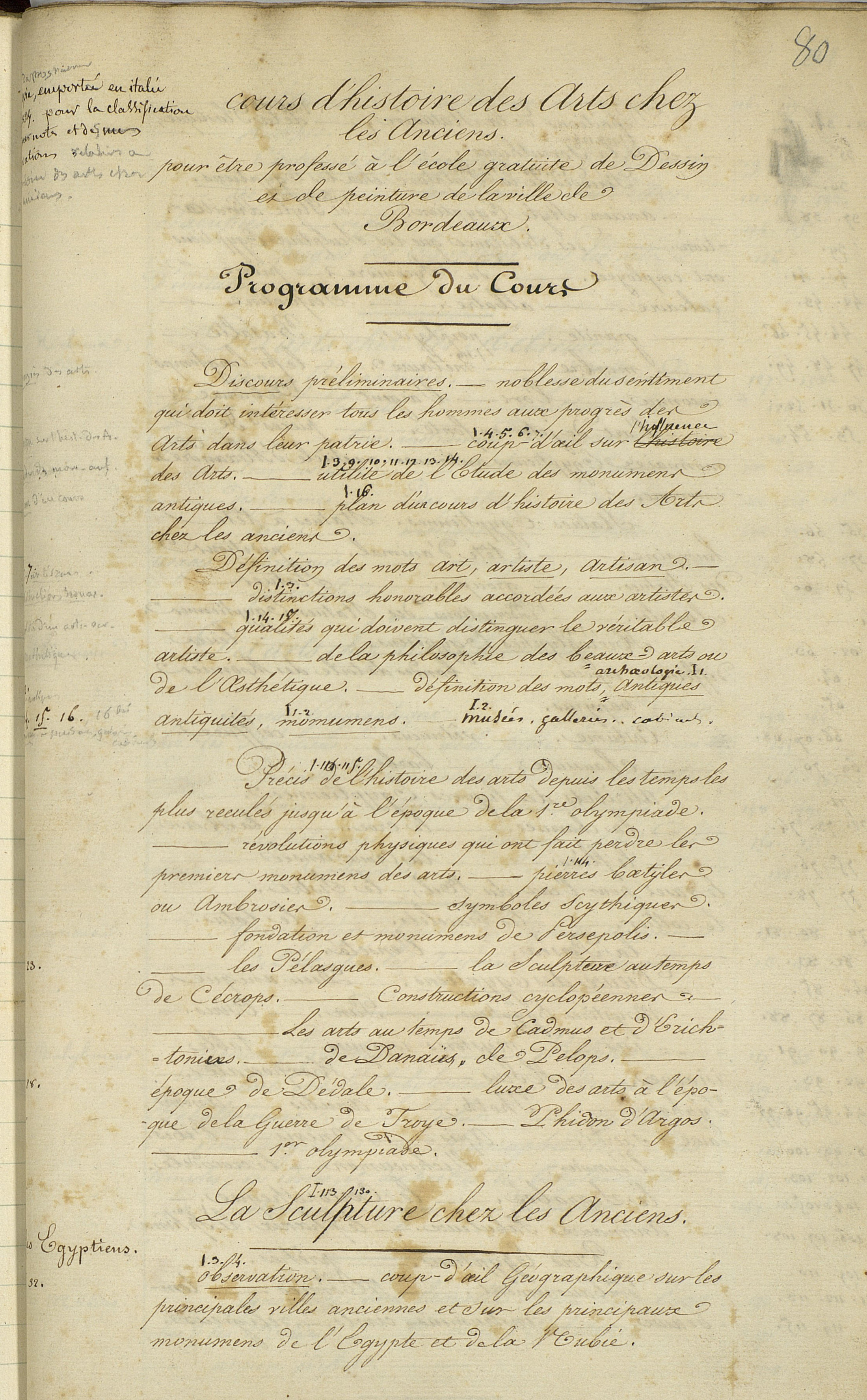
Introduction
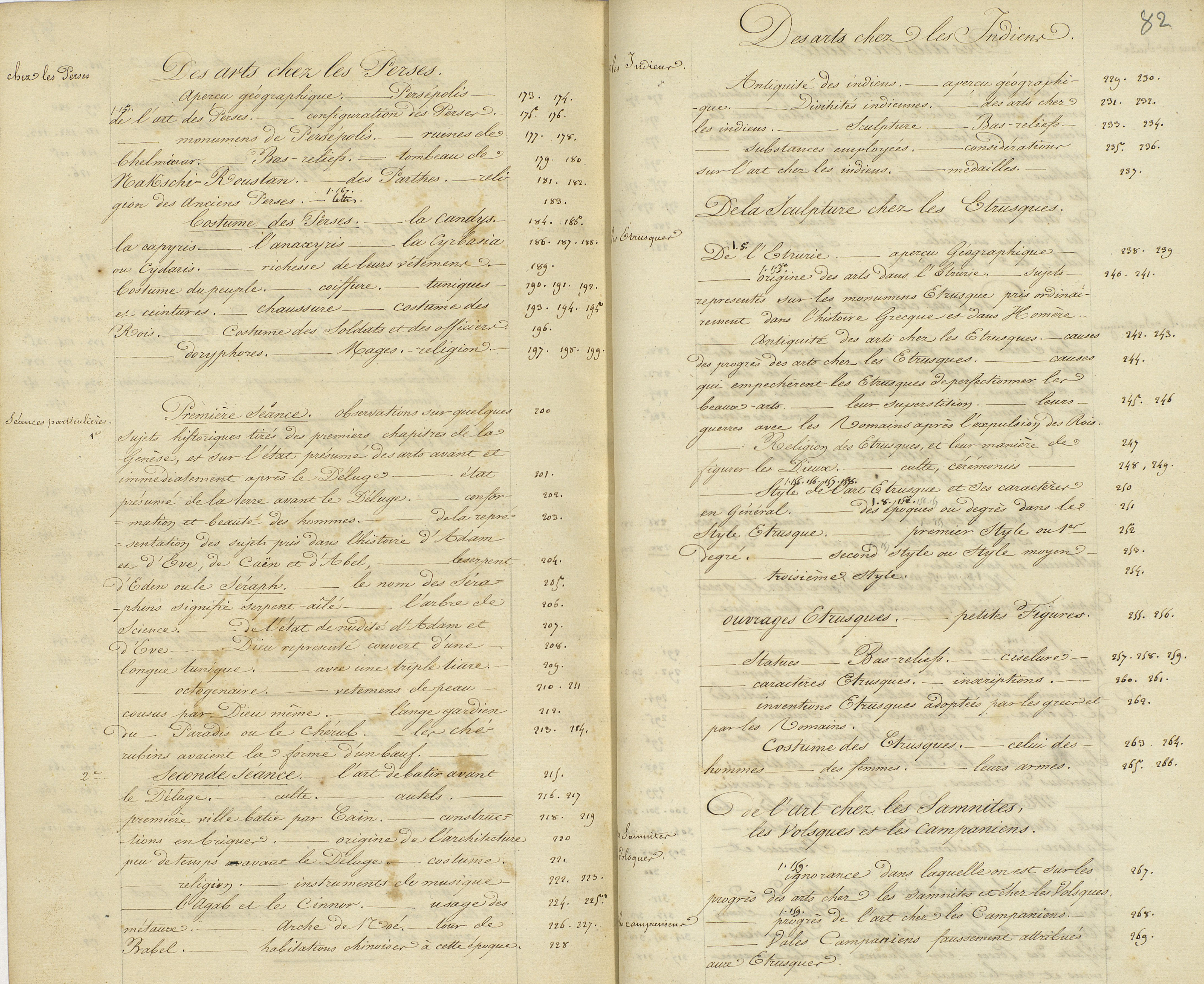
Des Arts chez les Perses et les Indiens
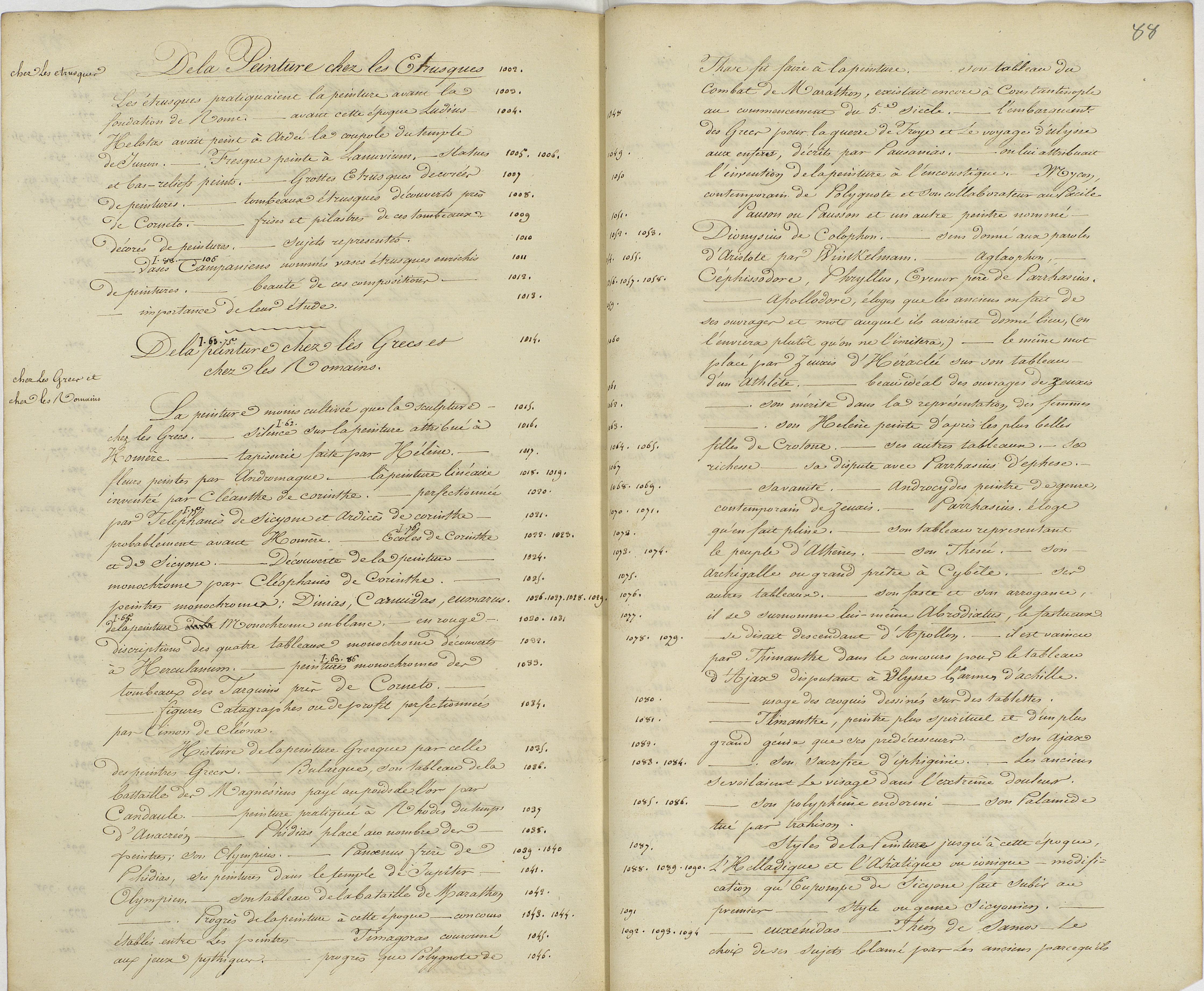
De la peinture chez les Grecs et les Romains
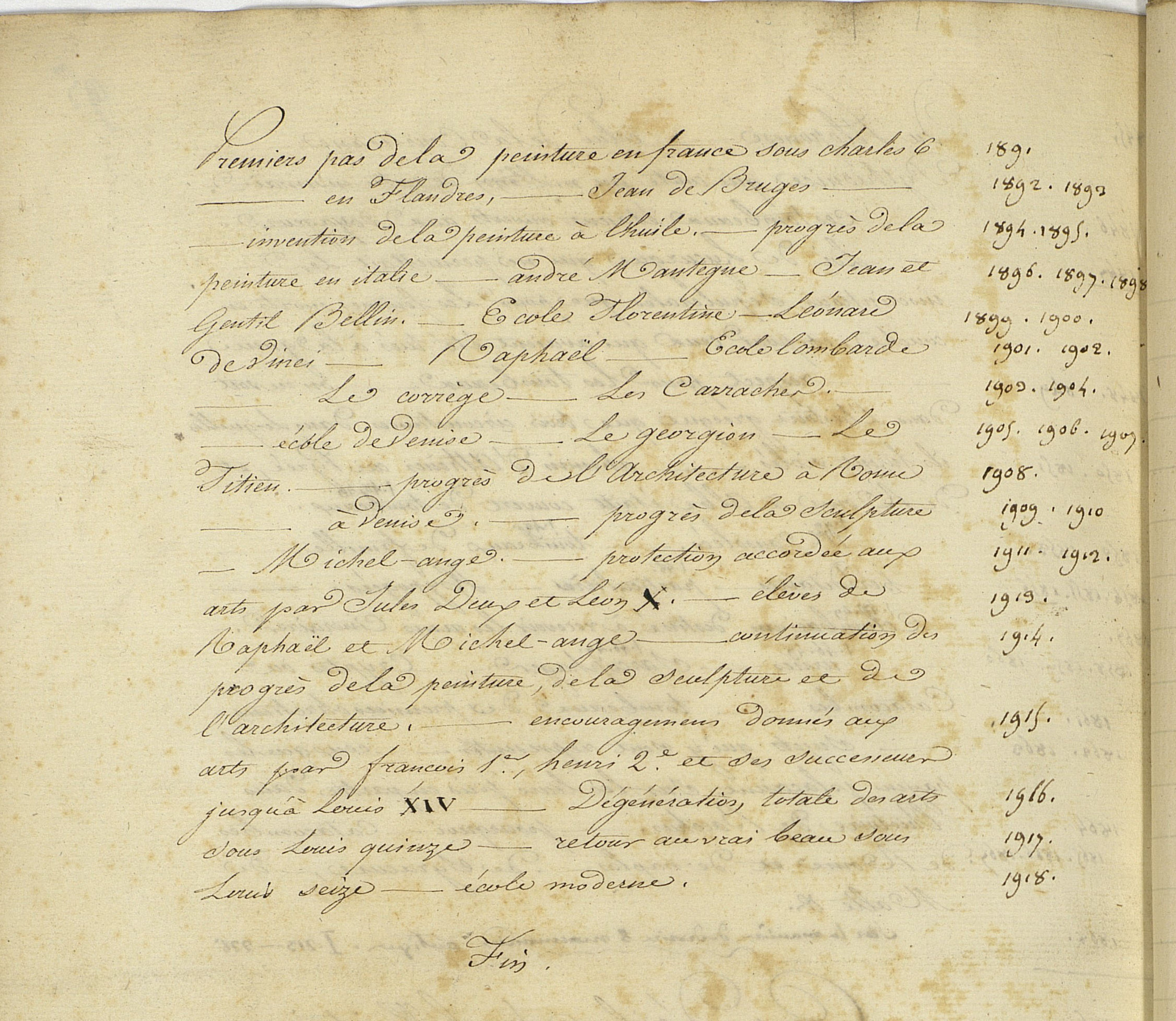
Premiers pas de la peinture en France

## Titre et décoration
Chevalier de la Légion d'honneur (décret du 30 mai 1838).

## Œuvres
- Mémoire sur des Mercures antiques ; Bx, Brossier, 1807, in-8° avec pl.
- De la sculpture chez les Anciens ; Bx, Lawalle, 1816, br., in-8°
- Mon portefeuille, recueil in-folio de 150 dessins lithographiés, tiré à 50 ex. en 1826.
- Album d'une vingtaine de croquis lithographiés sur des dessins faits en traversant le Simplon les 5 et 6 octobre 1824.
- Album de dix-sept feuilles ayant pour titre Antiquités : Saint-Seurin, Cadillac et Bazas.
- Cours complet de dessin. Depuis les élémens les plus simples jusqu'aux figures académiques… divisé en deux parties, Bordeaux, édition par l'auteur, 1826 (lire en ligne)
- Album autographique, recueil de 55 dessins, tiré à 20 ex. seulement, 1830
- La Gironde, 1833-34
- en 1836, Études sur les vieux maîtres, 20 pl.
- Sur l'influence morale, sociale et progressive du monothéisme, Bordeaux : impr. de Balarac jeune, 1850, 77 p.
- Aperçus extraits d'un travail relatif à l'influence morale et sociale de l'esprit du polythéisme comparée à celle de l'esprit du monothéisme, Bordeaux : impr. de Balarac jeune, 1857, 182 p. (lire en ligne)
- Pierre Lacour, Jules Delpit et Oscar Gué, Catalogue des tableaux, statues, etc., du musée de Bordeaux (Nouvelle édition, revue et augmentée des acquisitions faites jusqu'à ce jour), Bordeaux, G. Gounouilhou, 1862, 284 p. (lire en ligne)
- Notes et souvenirs d'un artiste octogénaire 1778-1798, Musée des Beaux-Arts de Bordeaux et William Blake & C°, 1989, 146 p.
- Portrait d’un militaire portant un plan de La Rochelle, collection particulière. (74 × 60 cm)
- Portrait de Monsieur Winssinger, huile sur toile ovale.

## Élèves
- Joseph Félon (1818-1897), peintre et sculpteur.
- Louis-Émile Burgade (1803- ), peintre de marines.
- Didier Guillaume, auteur de la Figure allégorique de la République française de 1848.
- Jean-Baptiste Haute (1810-1880), peintre de genre, auteur d'une Nature morte au musée de Bordeaux.
- Toussaint-Frédéric Mialhe (1810-1881), lithographe avec Frédéric-François d'Andiran.
- Eugène Ramade (1802-1890), peintre d'intérieurs d'églises gothiques girondines.
- Maria del Rosario Weiss (1814-1840), peintre et lithographe espagnole, hébergée avec sa mère chez Francisco de Goya pendant son séjour à Bordeaux.

## Iconographie
- Jean Pascal Adolphe Papin, Portrait de Pierre Lacour fils, 1830, huile sur toile, musée de Grenoble (MG 1292).
- Jean Pascal Alphonse Papin, Portrait de Pierre Lacour fils, 1846[27], musée des Beaux-Arts de Bordeaux.
- Madeleine Aimée Lacour (sa sœur), Portrait de Pierre Lacour fils, 1890, musée des Beaux-Arts de Bordeaux[28].
- Louis Coëffard, Pierre Lacour fils, buste en pierre, façade du musée des Beaux-Arts de Bordeaux[29].